# Списак насељених места у Хрватској
Закон о подручјима жупанија, градова и општина у Републици Хрватској административно је поделио земљу на:
- 20 жупанија
- Град Загреб, са статусом жупаније
- 127 градова и
- 429 општина

У следећем списку азбучним редом наведена су сва насељена места у градовима и сва насељена места у општинама на основу поменутог Закона и његових допуна (Народне новине, број 06/2045 06/2776
- 07/0667).

|  |  |  |  |  |  |  |  |  |  |  |  |  |  |  |  |  |  |  |  |  |  |  |  |  |  |  |  |  |  |

## А
| Назив места  | Град       | Општина      | Жупанија                        |
| ------------ | ---------- | ------------ | ------------------------------- |
| Ада          |            | Шодоловци    | Осјечко-барањска жупанија       |
| Адамовец     | Загреб     |              | Град Загреб                     |
| Алагинци     | Пожега     |              | Пожешко-славонска жупанија      |
| Алан         | Сењ        |              | Личко-сењска жупанија           |
| Алексиница   | Госпић     |              | Личко-сењска жупанија           |
| Алиловци     |            | Каптол       | Пожешко-славонска жупанија      |
| Аљмаш        |            | Ердут        | Осјечко-барањска жупанија       |
| Аматовци     |            | Брестовац    | Пожешко-славонска жупанија      |
| Андигола     | Чазма      |              | Бјеловарско-билогорска жупанија |
| Андрашевец   | Орославје  |              | Крапинско-загорска жупанија     |
| Андријашевци |            | Андријашевци | Вуковарско-сријемска жупанија   |
| Андријевац   |            | Кошка        | Осјечко-барањска жупанија       |
| Андриловец   | Дуго Село  |              | Загребачка жупанија             |
| Анжићи       |            | Вишњан       | Истарска жупанија               |
| Антенал      | Новиград   |              | Истарска жупанија               |
| Антин        |            | Тординци     | Вуковарско-сријемска жупанија   |
| Антоловец    |            | Леград       | Копривничко-крижевачка жупанија |
| Антонци      |            | Грожњан      | Истарска жупанија               |
| Антонци      | Пореч      |              | Истарска жупанија               |
| Антуновац    |            | Антуновац    | Осјечко-барањска жупанија       |
| Антуновац    | Липик      |              | Пожешко-славонска жупанија      |
| Антуновац    |            | Велика       | Пожешко-славонска жупанија      |
| Апатија      | Лудбрег    |              | Вараждинска жупанија            |
| Апатовец     | Крижевци   |              | Копривничко-крижевачка жупанија |
| Апшевци      |            | Нијемци      | Вуковарско-сријемска жупанија   |
| Араповац     | Слуњ       |              | Карловачка жупанија             |
| Арбанија     | Трогир     |              | Сплитско-далматинска жупанија   |
| Аржано       |            | Циста Прово  | Сплитско-далматинска жупанија   |
| Аугуштановец |            | Покупско     | Загребачка жупанија             |
| Аџамовци     |            | Решетари     | Бродско-посавска жупанија       |
| Ашиковци     | Плетерница |              | Пожешко-славонска жупанија      |

## Б
| Назив места                          | Град                | Општина              | Жупанија                        |
| ------------------------------------ | ------------------- | -------------------- | ------------------------------- |
| Бабина Греда                         |                     | Бабина Греда         | Вуковарско-сријемска жупанија   |
| Бабина Ријека                        |                     | Доњи Кукурузари      | Сисачко-мославачка жупанија     |
| Бабинац                              |                     | Иванска              | Бјеловарско-билогорска жупанија |
| Бабинац                              |                     | Велика Писаница      | Бјеловарско-билогорска жупанија |
| Бабиндуб                             | Задар               |                      | Задарска жупанија               |
| Бабине Куће                          |                     | Мљет                 | Дубровачко-неретванска жупанија |
| Бабинец                              |                     | Цестица              | Вараждинска жупанија            |
| Бабино Поље                          |                     | Мљет                 | Дубровачко-неретванска жупанија |
| Бабићи                               |                     | Каштелир-Лабинци     | Истарска жупанија               |
| Бабићи                               | Умаг                |                      | Истарска жупанија               |
| Баботок                              |                     | Капела               | Бјеловарско-билогорска жупанија |
| Бадањ                                | Дрниш               |                      | Шибенско-книнска жупанија       |
| Бадерна                              | Пореч               |                      | Истарска жупанија               |
| Бадличан                             |                     | Горњи Михаљевец      | Међимурска жупанија             |
| Бадљевина                            | Пакрац              |                      | Пожешко-славонска жупанија      |
| Бадовинци                            | Озаљ                |                      | Карловачка жупанија             |
| Бађинец                              |                     | Дубрава              | Загребачка жупанија             |
| Базгаљи                              |                     | Грачишће             | Истарска жупанија               |
| Базли                                | Чабар               |                      | Приморско-горанска жупанија     |
| Баићи                                |                     | Нетретић             | Карловачка жупанија             |
| Баир                                 | Новска              |                      | Сисачко-мославачка жупанија     |
| Бајагић                              | Сињ                 |                      | Сплитско-далматинска жупанија   |
| Бајкини                              |                     | Вижинада             | Истарска жупанија               |
| Бајчићи                              | Крк                 |                      | Приморско-горанска жупанија     |
| Бакар (део)                          | Бакар               |                      | Приморско-горанска жупанија     |
| Бакарац                              | Краљевица           |                      | Приморско-горанска жупанија     |
| Бакић                                | Слатина             |                      | Вировитичко-подравска жупанија  |
| Баковчица                            | Копривница          |                      | Копривничко-крижевачка жупанија |
| Балдаши                              |                     | Вижинада             | Истарска жупанија               |
| Бале                                 |                     | Бале                 | Истарска жупанија               |
| Балинац                              | Глина               |                      | Сисачко-мославачка жупанија     |
| Балинци                              |                     | Миклеуш              | Вировитичко-подравска жупанија  |
| Балићи I                             |                     | Жмињ                 | Истарска жупанија               |
| Балићи II                            |                     | Барбан               | Истарска жупанија               |
| Баљци                                |                     | Ружић                | Шибенско-книнска жупанија       |
| Бандино Село                         | Слуњ                |                      | Карловачка жупанија             |
| Банићевац                            |                     | Церник               | Бродско-посавска жупанија       |
| Банићи                               |                     | Дубровачко приморје  | Дубровачко-неретванска жупанија |
| Банићевац                            |                     | Раковец              | Загребачка жупанија             |
| Банки                                | Пореч               |                      | Истарска жупанија               |
| Банковци                             | Пожега              |                      | Пожешко-славонска жупанија      |
| Банковци                             |                     | Зденци               | Вировитичко-подравска жупанија  |
| Банова Јаруга                        | Кутина              |                      | Сисачко-мославачка жупанија     |
| Баново                               | Врбовец             |                      | Загребачка жупанија             |
| Банска Горица                        |                     | Тухељ                | Крапинско-загорска жупанија     |
| Банска Селница                       | Карловац            |                      | Карловачка жупанија             |
| Бански Ковачевац                     |                     | Ласиња               | Карловачка жупанија             |
| Бански Моравци                       | Карловац            |                      | Карловачка жупанија             |
| Бановци                              |                     | Бебрина              | Бродско-посавска жупанија       |
| Бановци                              |                     | Нијемци              | Вуковарско-сријемска жупанија   |
| Банфи                                |                     | Штригова             | Међимурска жупанија             |
| Баншћица                             |                     | Горња Стубица        | Крапинско-загорска жупанија     |
| Бањ                                  |                     | Пашман               | Задарска жупанија               |
| Бања                                 | Плоче               |                      | Дубровачко-неретванска жупанија |
| Бања                                 | Вргорац             |                      | Сплитско-далматинска жупанија   |
| Бањевци                              |                     | Станковци            | Задарска жупанија               |
| Бање Село                            | Свети Иван Зелина   |                      | Загребачка жупанија             |
| Бањол                                | Раб                 |                      | Приморско-горанска жупанија     |
| Бањоле                               |                     | Медулин              | Истарска жупанија               |
| Бањско Село                          |                     | Бариловић            | Карловачка жупанија             |
| Бапска                               | Илок                |                      | Вуковарско-сријемска жупанија   |
| Бапча                                | Велика Горица       |                      | Загребачка жупанија             |
| Барањско Петрово Село                |                     | Петловац             | Осјечко-барањска жупанија       |
| Барат                                |                     | Канфанар             | Истарска жупанија               |
| Барат                                |                     | Вишњан               | Истарска жупанија               |
| Барбан                               |                     | Барбан               | Истарска жупанија               |
| Барбарићи Краварски                  |                     | Краварско            | Загребачка жупанија             |
| Барбат на Рабу                       | Раб                 |                      | Приморско-горанска жупанија     |
| Барбићи                              |                     | Раша                 | Истарска жупанија               |
| Баредине                             | Бује                |                      | Истарска жупанија               |
| Баредине                             | Бузет               |                      | Истарска жупанија               |
| Барица                               |                     | Сирач                | Бјеловарско-билогорска жупанија |
| Бариловић                            |                     | Бариловић            | Карловачка жупанија             |
| Барић Драга                          |                     | Карлобаг             | Личко-сењска жупанија           |
| Барићи                               |                     | Вишњан               | Истарска жупанија               |
| Барлабашевац                         |                     | Горња Ријека         | Копривничко-крижевачка жупанија |
| Барлете                              | Госпић              |                      | Личко-сењска жупанија           |
| Баровка                              |                     | Крашић               | Загребачка жупанија             |
| Бартићи                              | Лабин               |                      | Истарска жупанија               |
| Бартолићи                            | Бузет               |                      | Истарска жупанија               |
| Бартоловци                           |                     | Сибињ                | Бродско-посавска жупанија       |
| Бартоловец                           |                     | Трновец Бартоловечки | Вараждинска жупанија            |
| Барушићи                             | Бузет               |                      | Истарска жупанија               |
| Барушићи                             |                     | Малинска-Дубашница   | Приморско-горанска жупанија     |
| Басара                               |                     | Раковица             | Карловачка жупанија             |
| Баст                                 |                     | Башка Вода           | Сплитско-далматинска жупанија   |
| Бастајски Брђани                     |                     | Ђуловац              | Бјеловарско-билогорска жупанија |
| Батер                                | Нови Винодолски     |                      | Приморско-горанска жупанија     |
| Батина                               |                     | Драж                 | Осјечко-барањска жупанија       |
| Батина                               | Кутина              |                      | Сисачко-мославачка жупанија     |
| Батинова Коса                        |                     | Топуско              | Сисачко-мославачка жупанија     |
| Батинске                             |                     | Калиновац            | Копривничко-крижевачка жупанија |
| Батињани                             |                     | Ђуловац              | Бјеловарско-билогорска жупанија |
| Батињани                             | Пакрац              |                      | Пожешко-славонска жупанија      |
| Батињска Ријека                      |                     | Ђуловац              | Бјеловарско-билогорска жупанија |
| Батлуг                               |                     | Грачишће             | Истарска жупанија               |
| Батнога                              |                     | Цетинград            | Карловачка жупанија             |
| Батомаљ                              |                     | Башка                | Приморско-горанска жупанија     |
| Батрина                              |                     | Нова Капела          | Бродско-посавска жупанија       |
| Баћин                                |                     | Дубица               | Сисачко-мославачка жупанија     |
| Баћин Дол                            |                     | Церник               | Бродско-посавска жупанија       |
| Баћина                               | Плоче               |                      | Дубровачко-неретванска жупанија |
| Бачевац                              |                     | Градина              | Вировитичко-подравска жупанија  |
| Бачковица                            |                     | Велика Писаница      | Бјеловарско-билогорска жупанија |
| Бачва                                |                     | Вишњан               | Истарска жупанија               |
| Баџула                               |                     | Зажабље              | Дубровачко-неретванска жупанија |
| Башанија                             | Умаг                |                      | Истарска жупанија               |
| Башаринка                            | Пореч               |                      | Истарска жупанија               |
| Башићи                               |                     | Барбан               | Истарска жупанија               |
| Башка                                |                     | Башка                | Приморско-горанска жупанија     |
| Башка Вода                           |                     | Башка Вода           | Сплитско-далматинска жупанија   |
| Башке Оштарије                       |                     | Карлобаг             | Личко-сењска жупанија           |
| Башкоти                              |                     | Вишњан               | Истарска жупанија               |
| Баштијани                            |                     | Јелење               | Приморско-горанска жупанија     |
| Бзеница                              |                     | Плетерница           | Пожешко-славонска жупанија      |
| Бебрина                              |                     | Бебрина              | Бродско-посавска жупанија       |
| Беги                                 |                     | Врсар                | Истарска жупанија               |
| Беглуци                              |                     | Грачац               | Задарска жупанија               |
| Беговац                              |                     | Саборско             | Карловачка жупанија             |
| Беговача                             |                     | Општина Берек        | Бјеловарско-билогорска жупанија |
| Беговићи                             | Петриња             |                      | Сисачко-мославачка жупанија     |
| Бегово Брдо Жумберачко               |                     | Крашић               | Загребачка жупанија             |
| Бегово Брдо                          |                     | Цетинград            | Карловачка жупанија             |
| Бегово Раздоље                       |                     | Мркопаљ              | Приморско-горанска жупанија     |
| Бедековчина                          |                     | Бедековчина          | Крапинско-загорска жупанија     |
| Беденец                              | Иванец              |                      | Вараждинска жупанија            |
| Беденик                              |                     | Нова Рача            | Бјеловарско-билогорска жупанија |
| Беденица                             |                     | Беденица             | Загребачка жупанија             |
| Беденичка                            |                     | Велика Писаница      | Бјеловарско-билогорска жупанија |
| Бедер                                | Самобор             |                      | Загребачка жупанија             |
| Бедња                                |                     | Бедња                | Вараждинска жупанија            |
| Бедњица                              | Лепоглава           |                      | Вараждинска жупанија            |
| Безавина                             |                     | Велико Трговишће     | Крапинско-загорска жупанија     |
| Бекетинец                            | Крижевци            |                      | Копривничко-крижевачка жупанија |
| Бекетинци                            |                     | Чепин                | Осјечко-барањска жупанија       |
| Бектеж                               | Кутјево             |                      | Пожешко-славонска жупанија      |
| Белеј                                | Мали Лошињ          |                      | Приморско-горанска жупанија     |
| Белетинец                            |                     | Свети Илија          | Вараждинска жупанија            |
| Белец                                | Златар              |                      | Крапинско-загорска жупанија     |
| Бели                                 | Црес                |                      | Приморско-горанска жупанија     |
| Бели Манастир                        | Бели Манастир       |                      | Осјечко-барањска жупанија       |
| Белинско Село                        | Озаљ                |                      | Карловачка жупанија             |
| Белица                               |                     | Белица               | Међимурска жупанија             |
| Белишће                              | Белишће             |                      | Осјечко-барањска жупанија       |
| Бело                                 | Делнице             |                      | Приморско-горанска жупанија     |
| Бело Село                            |                     | Фужине               | Приморско-горанска жупанија     |
| Белославец                           |                     | Беденица             | Загребачка жупанија             |
| Беловар                              | Загреб              |                      | Град Загреб                     |
| Беловар Златарски                    |                     | Бедековчина          | Крапинско-загорска жупанија     |
| Белошићи                             | Озаљ                |                      | Карловачка жупанија             |
| Белски Раван                         |                     | Скрад                | Приморско-горанска жупанија     |
| Белчићи                              | Јастребарско        |                      | Загребачка жупанија             |
| Бељевина                             |                     | Ђурђеновац           | Осјечко-барањска жупанија       |
| Беничанци                            |                     | Магаденовац          | Осјечко-барањска жупанија       |
| Фужине                               |                     | Фужине               | Приморско-горанска жупанија     |
| Бенковац                             |                     | Окучани              | Бродско-посавска жупанија       |
| Бенковац                             | Бенковац            |                      | Задарска жупанија               |
| Бенковачко Село                      | Бенковац            |                      | Задарска жупанија               |
| Бенковец Петровски                   |                     | Петровско            | Крапинско-загорска жупанија     |
| Бенковец                             |                     | Бедња                | Вараждинска жупанија            |
| Бенково                              | Преграда            |                      | Крапинско-загорска жупанија     |
| Бенцани                              |                     | Опртаљ               | Истарска жупанија               |
| Бенчани                              |                     | Вишњан               | Истарска жупанија               |
| Бенчићи                              | Бузет               |                      | Истарска жупанија               |
| Бенчићи                              |                     | Жмињ                 | Истарска жупанија               |
| Беравци                              |                     | Велика Копаница      | Бродско-посавска жупанија       |
| Берак                                |                     | Томпојевци           | Вуковарско-сријемска жупанија   |
| Берам                                | Пазин               |                      | Истарска жупанија               |
| Берек                                |                     | Општина Берек        | Бјеловарско-билогорска жупанија |
| Беретинец                            |                     | Беретинец            | Вараждинска жупанија            |
| Бериславец                           | Свети Иван Зелина   |                      | Загребачка жупанија             |
| Бертеловци                           |                     | Јакшић               | Пожешко-славонска жупанија      |
| Бертоши                              | Пазин               |                      | Истарска жупанија               |
| Бестовје                             | Света Недеља        |                      | Загребачка жупанија             |
| Бестрма                              |                     | Суња                 | Сисачко-мославачка жупанија     |
| Бетер                                |                     | Клинча Села          | Загребачка жупанија             |
| Бетина                               |                     | Тисно                | Шибенско-книнска жупанија       |
| Беч                                  |                     | Босиљево             | Карловачка жупанија             |
| Бечиц                                |                     | Ориовац              | Бродско-посавска жупанија       |
| Бешлинец                             |                     | Клоштар Иванић       | Загребачка жупанија             |
| Бешинци                              |                     | Каптол               | Пожешко-славонска жупанија      |
| Бибали                               | Бује                |                      | Истарска жупанија               |
| Бибиње                               |                     | Бибиње               | Задарска жупанија               |
| Бибићи                               |                     | Светвинченат         | Истарска жупанија               |
| Бизовац                              |                     | Бизовац              | Осјечко-барањска жупанија       |
| Бијела                               |                     | Сирач                | Бјеловарско-билогорска жупанија |
| Бијела Горица                        |                     | Марија Горица        | Загребачка жупанија             |
| Бијела Лоза                          |                     | Подгорач             | Осјечко-барањска жупанија       |
| Бијела Стијена                       |                     | Окучани              | Бродско-посавска жупанија       |
| Бијеле Воде                          | Глина               |                      | Сисачко-мославачка жупанија     |
| Бијеле Земље                         |                     | Грожњан              | Истарска жупанија               |
| Бијели Кланац                        |                     | Крњак                | Карловачка жупанија             |
| Бијели Вир                           |                     | Зажабље              | Дубровачко-неретванска жупанија |
| Бијелник                             | Петриња             |                      | Сисачко-мославачка жупанија     |
| Бијело Брдо                          |                     | Ердут                | Осјечко-барањска жупанија       |
| Бијељевина Ораховичка                | Ораховица           |                      | Вировитичко-подравска жупанија  |
| Биљевина                             | Делнице             |                      | Приморско-горанска жупанија     |
| Биљевине                             | Сењ                 |                      | Личко-сењска жупанија           |
| Биковец                              |                     | Марушевец            | Вараждинска жупанија            |
| Била Влака                           |                     | Станковци            | Задарска жупанија               |
| Билај                                | Госпић              |                      | Личко-сењска жупанија           |
| Биле                                 | Нови Винодолски     |                      | Приморско-горанска жупанија     |
| Били Бриг                            |                     | Нова Капела          | Бродско-посавска жупанија       |
| Билице                               |                     | Билице               | Шибенско-книнска жупанија       |
| Билице                               | Плетерница          |                      | Пожешко-славонска жупанија      |
| Билишане                             | Обровац             |                      | Задарска жупанија               |
| Било                                 |                     | Цетинград            | Карловачка жупанија             |
| Биље                                 |                     | Биље                 | Осјечко-барањска жупанија       |
| Биљевец                              |                     | Марушевец            | Вараждинска жупанија            |
| Биовичино Село                       |                     | Кистање              | Шибенско-книнска жупанија       |
| Биоград на Мору                      | Биоград на Мору     |                      | Задарска жупанија               |
| Биоковско Село                       |                     | Загвозд              | Сплитско-далматинска жупанија   |
| Биорине                              |                     | Циста Прово          | Сплитско-далматинска жупанија   |
| Биочић                               | Дрниш               |                      | Шибенско-книнска жупанија       |
| Бировача                             |                     | Доњи Лапац           | Личко-сењска жупанија           |
| Бисаг                                |                     | Брезница             | Вараждинска жупанија            |
| Биско                                | Триљ                |                      | Сплитско-далматинска жупанија   |
| Бискупија                            |                     | Бискупија            | Шибенско-книнска жупанија       |
| Бистрач                              |                     | Суња                 | Сисачко-мославачка жупанија     |
| Бистрица                             | Слатина             |                      | Вировитичко-подравска жупанија  |
| Бистринци                            | Белишће             |                      | Осјечко-барањска жупанија       |
| Биторајци                            |                     | Босиљево             | Карловачка жупанија             |
| Бицко Село                           |                     | Гарчин               | Бродско-посавска жупанија       |
| Бичићи                               |                     | Барбан               | Истарска жупанија               |
| Бичине                               | Скрадин             |                      | Шибенско-книнска жупанија       |
| Бишево                               | Комижа              |                      | Сплитско-далматинска жупанија   |
| Бишкупци                             |                     | Велика               | Пожешко-славонска жупанија      |
| Бишкупец Зелински                    | Свети Иван Зелина   |                      | Загребачка жупанија             |
| Бишћаново                            | Глина               |                      | Сисачко-мославачка жупанија     |
| Бјелајци                             | Пакрац              |                      | Пожешко-славонска жупанија      |
| Бјелановац                           | Липик               |                      | Пожешко-славонска жупанија      |
| Бјелина                              | Бенковац            |                      | Задарска жупанија               |
| Бјелишевац                           | Кутјево             |                      | Пожешко-славонска жупанија      |
| Бјелковац                            |                     | Нова Буковица        | Вировитичко-подравска жупанија  |
| Бјеловар                             | Бјеловар            |                      | Бјеловарско-билогорска жупанија |
| Бјелопоље                            |                     | Плитвичка Језера     | Личко-сењска жупанија           |
| Благај                               | Слуњ                |                      | Карловачка жупанија             |
| Благданићи                           | Пореч               |                      | Истарска жупанија               |
| Благородовац                         |                     | Дежановац            | Бјеловарско-билогорска жупанија |
| Благуша                              | Загреб              |                      | Град Загреб                     |
| Блажевдол                            | Свети Иван Зелина   |                      | Загребачка жупанија             |
| Блажевић Дол                         |                     | Старо Петрово Село   | Бродско-посавска жупанија       |
| Блажевци                             | Врбовско            |                      | Приморско-горанска жупанија     |
| Блање                                |                     | Виљево               | Осјечко-барањска жупанија       |
| Блата                                |                     | Саборско             | Карловачка жупанија             |
| Блатна Вас                           | Бузет               |                      | Истарска жупанија               |
| Блатница                             |                     | Штефање              | Бјеловарско-билогорска жупанија |
| Блатница Покупска                    | Карловац            |                      | Карловачка жупанија             |
| Блато                                |                     | Блато                | Дубровачко-неретванска жупанија |
| Блато                                |                     | Мљет                 | Дубровачко-неретванска жупанија |
| Блато на Цетини                      | Омиш                |                      | Сплитско-далматинска жупанија   |
| Блатуша                              |                     | Гвозд                | Сисачко-мославачка жупанија     |
| Блаца                                | Солин               |                      | Сплитско-далматинска жупанија   |
| Блаце                                |                     | Сливно               | Дубровачко-неретванска жупанија |
| Блацко                               | Плетерница          |                      | Пожешко-славонска жупанија      |
| Блашковец                            | Свети Иван Зелина   |                      | Загребачка жупанија             |
| Блашковићи                           |                     | Кршан                | Истарска жупанија               |
| Близна Доња                          |                     | Марина               | Сплитско-далматинска жупанија   |
| Близна Горња                         |                     | Марина               | Сплитско-далматинска жупанија   |
| Блиња                                | Петриња             |                      | Сисачко-мославачка жупанија     |
| Блињска Греда                        |                     | Суња                 | Сисачко-мославачка жупанија     |
| Блињски Кут                          | Сисак               |                      | Сисачко-мославачка жупанија     |
| Бобаре                               |                     | Окучани              | Бродско-посавска жупанија       |
| Бобовац                              |                     | Суња                 | Сисачко-мославачка жупанија     |
| Бобовец Розгански                    |                     | Дубравица            | Загребачка жупанија             |
| Бобовец Томашевечки                  | Клањец              |                      | Крапинско-загорска жупанија     |
| Бобовица                             | Самобор             |                      | Загребачка жупанија             |
| Бобовишћа на Мору                    |                     | Милна                | Сплитско-далматинска жупанија   |
| Бобовишћа                            |                     | Милна                | Сплитско-далматинска жупанија   |
| Бобовје                              | Крапина             |                      | Крапинско-загорска жупанија     |
| Бободол                              |                     | Промина              | Шибенско-книнска жупанија       |
| Бобота                               |                     | Трпиња               | Вуковарско-сријемска жупанија   |
| Бовић                                |                     | Гвозд                | Сисачко-мославачка жупанија     |
| Богатник                             | Обровац             |                      | Задарска жупанија               |
| Богатић                              | Дрниш               |                      | Шибенско-книнска жупанија       |
| Богачево                             |                     | Свети Петар Ореховец | Копривничко-крижевачка жупанија |
| Богачево Ријечко                     |                     | Свети Петар Ореховец | Копривничко-крижевачка жупанија |
| Богдановец                           |                     | Горњи Михаљевец      | Међимурска жупанија             |
| Богдановићи                          |                     | Пргомет              | Сплитско-далматинска жупанија   |
| Богдановци                           |                     | Богдановци           | Вуковарско-сријемска жупанија   |
| Богдашић                             |                     | Брестовац            | Пожешко-славонска жупанија      |
| Богетић                              |                     | Промина              | Шибенско-книнска жупанија       |
| Боговићи                             |                     | Малинска-Дубашница   | Приморско-горанска жупанија     |
| Боговоља                             |                     | Цетинград            | Карловачка жупанија             |
| Боговци                              |                     | Нетретић             | Карловачка жупанија             |
| Богомоље                             |                     | Сућурај              | Сплитско-далматинска жупанија   |
| Бодеграј                             |                     | Окучани              | Бродско-посавска жупанија       |
| Бодоваљци                            |                     | Врбје                | Бродско-посавска жупанија       |
| Божава                               |                     | Сали                 | Задарска жупанија               |
| Божјаковина                          |                     | Брцковљани           | Загребачка жупанија             |
| Бојана (Чазма)                       | Чазма               |                      | Бјеловарско-билогорска жупанија |
| Бојачно                              |                     | Загорска Села        | Крапинско-загорска жупанија     |
| Бојна                                | Глина               |                      | Сисачко-мославачка жупанија     |
| Бојниковец                           | Крижевци            |                      | Копривничко-крижевачка жупанија |
| Бок Палањечки                        |                     | Мартинска Вес        | Сисачко-мославачка жупанија     |
| Бокане                               |                     | Воћин                | Вировитичко-подравска жупанија  |
| Бокордићи                            |                     | Светвинченат         | Истарска жупанија               |
| Бокшић                               |                     | Томпојевци           | Вуковарско-сријемска жупанија   |
| Бокшић                               |                     | Ђурђеновац           | Осјечко-барањска жупанија       |
| Бокшић Луг                           |                     | Ђурђеновац           | Осјечко-барањска жупанија       |
| Бол                                  |                     | Бол                  | Сплитско-далматинска жупанија   |
| Болман                               |                     | Јагодњак             | Осјечко-барањска жупанија       |
| Боломаче                             |                     | Брестовац            | Пожешко-славонска жупанија      |
| Болфан                               | Лудбрег             |                      | Вараждинска жупанија            |
| Болч                                 |                     | Фаркашевац           | Загребачка жупанија             |
| Бољевићи                             |                     | Кршан                | Истарска жупанија               |
| Бољеновићи                           |                     | Стон                 | Дубровачко-неретванска жупанија |
| Бољун                                |                     | Лупоглав             | Истарска жупанија               |
| Бољунско Поље                        |                     | Лупоглав             | Истарска жупанија               |
| Бонаци                               | Пореч               |                      | Истарска жупанија               |
| Бораја                               | Шибеник             |                      | Шибенско-книнска жупанија       |
| Борак                                | Омиш                |                      | Сплитско-далматинска жупанија   |
| Боренец                              |                     | Брезница             | Вараждинска жупанија            |
| Борик                                |                     | Миклеуш              | Вировитичко-подравска жупанија  |
| Боринићи                             |                     | Барбан               | Истарска жупанија               |
| Боричевац                            |                     | Доњи Лапац           | Личко-сењска жупанија           |
| Боричевци                            |                     | Брестовац            | Пожешко-славонска жупанија      |
| Боричевец Топлички                   | Вараждинске Топлице |                      | Вараждинска жупанија            |
| Бориш                                |                     | Кончаница            | Бјеловарско-билогорска жупанија |
| Борје                                |                     | Калник               | Копривничко-крижевачка жупанија |
| Борковец                             | Златар              |                      | Крапинско-загорска жупанија     |
| Борова                               |                     | Сухопоље             | Вировитичко-подравска жупанија  |
| Борова Коса                          |                     | Ђуловац              | Бјеловарско-билогорска жупанија |
| Боровац                              | Новска              |                      | Сисачко-мославачка жупанија     |
| Боровик                              |                     | Дрење                | Осјечко-барањска жупанија       |
| Боровик                              | Комижа              |                      | Сплитско-далматинска жупанија   |
| Боровита                             | Глина               |                      | Сисачко-мославачка жупанија     |
| Боровљани                            |                     | Новиград Подравски   | Копривничко-крижевачка жупанија |
| Борово                               |                     | Борово               | Вуковарско-сријемска жупанија   |
| Боровци                              |                     | Кула Норинска        | Дубровачко-неретванска жупанија |
| Боројевићи                           |                     | Доњи Кукурузари      | Сисачко-мославачка жупанија     |
| Боројевци                            |                     | Левањска Варош       | Осјечко-барањска жупанија       |
| Борут                                |                     | Церовље              | Истарска жупанија               |
| Босанка                              | Дубровник           |                      | Дубровачко-неретванска жупанија |
| Босанци                              |                     | Босиљево             | Карловачка жупанија             |
| Босиљево                             |                     | Босиљево             | Карловачка жупанија             |
| Босиљево                             | Чазма               |                      | Бјеловарско-билогорска жупанија |
| Босна                                |                     | Беденица             | Загребачка жупанија             |
| Ботинац                              |                     | Капела               | Бјеловарско-билогорска жупанија |
| Ботинец                              | Загреб              |                      | Град Загреб                     |
| Ботиновец                            |                     | Копривнички Иванец   | Копривничко-крижевачка жупанија |
| Ботово                               |                     | Дрње                 | Копривничко-крижевачка жупанија |
| Ботури                               | Глина               |                      | Сисачко-мославачка жупанија     |
| Боцањевци                            | Белишће             |                      | Осјечко-барањска жупанија       |
| Боцковац                             |                     | Виљево               | Осјечко-барањска жупанија       |
| Бочадир                              |                     | Коњшчина             | Крапинско-загорска жупанија     |
| Бочаки                               |                     | Коњшчина             | Крапинско-загорска жупанија     |
| Бочкинци                             |                     | Маријанци            | Осјечко-барањска жупанија       |
| Бочковец                             |                     | Свети Петар Ореховец | Копривничко-крижевачка жупанија |
| Бошана                               | Паг                 |                      | Задарска жупанија               |
| Бошевци                              | Озаљ                |                      | Карловачка жупанија             |
| Бошкари                              |                     | Светвинченат         | Истарска жупанија               |
| Бошњаци                              |                     | Бошњаци              | Вуковарско-сријемска жупанија   |
| Бошт                                 | Дуга Реса           |                      | Карловачка жупанија             |
| Брајаково Брдо                       |                     | Нетретић             | Карловачка жупанија             |
| Брајдић Село                         |                     | Раковица             | Карловачка жупанија             |
| Брајковићи                           |                     | Канфанар             | Истарска жупанија               |
| Брајковићи                           | Пазин               |                      | Истарска жупанија               |
| Бралићи                              | Врсар               | Истарска жупанија    |                                 |
| Бранешци                             | Пакрац              |                      | Пожешко-славонска жупанија      |
| Бранимировац                         |                     | Кошка                | Осјечко-барањска жупанија       |
| Брањин Врх                           | Бели Манастир       |                      | Осјечко-барањска жупанија       |
| Брањина                              |                     | Поповац              | Осјечко-барањска жупанија       |
| Брасловје                            | Самобор             |                      | Загребачка жупанија             |
| Братељи                              | Самобор             |                      | Загребачка жупанија             |
| Братина                              |                     | Писаровина           | Загребачка жупанија             |
| Братишковци                          | Скрадин             |                      | Шибенско-книнска жупанија       |
| Братковец                            |                     | Загорска Села        | Крапинско-загорска жупанија     |
| Братованци                           | Озаљ                |                      | Карловачка жупанија             |
| Братовићи                            | Пореч               |                      | Истарска жупанија               |
| Братовски Врх                        |                     | Клањец               | Крапинско-загорска жупанија     |
| Братулићи                            |                     | Барбан               | Истарска жупанија               |
| Братулићи                            |                     | Марчана              | Истарска жупанија               |
| Братуљевци                           |                     | Велика               | Пожешко-славонска жупанија      |
| Братуш                               |                     | Башка Вода           | Сплитско-далматинска жупанија   |
| Брачак                               | Забок               |                      | Крапинско-загорска жупанија     |
| Брачевци                             |                     | Дрење                | Осјечко-барањска жупанија       |
| Брачевић                             |                     | Мућ                  | Сплитско-далматинска жупанија   |
| Брашина                              |                     | Жупа дубровачка      | Дубровачко-неретванска жупанија |
| Брашљевица                           | Озаљ                |                      | Карловачка жупанија             |
| Брбињ                                |                     | Сали                 | Задарска жупанија               |
| Бргуд                                |                     | Раша                 | Истарска жупанија               |
| Бргуд                                | Бенковац            |                      | Задарска жупанија               |
| Бргудац                              |                     | Ланишће              | Истарска жупанија               |
| Бргујац                              | Вис                 |                      | Сплитско-далматинска жупанија   |
| Бргуље                               | Задар               |                      | Задарска жупанија               |
| Брдо (Бује)                          | Бује                |                      | Истарска жупанија               |
| Брдовец                              |                     | Брдовец              | Загребачка жупанија             |
| Брдо Јесењско                        |                     | Јесење               | Крапинско-загорска жупанија     |
| Брдо Ореховечко                      |                     | Свети Петар Ореховец | Копривничко-крижевачка жупанија |
| Брдо Утињско                         |                     | Војнић               | Карловачка жупанија             |
| Брдо Цирквенско                      |                     | Свети Иван Жабно     | Копривничко-крижевачка жупанија |
| Брђани                               | Плетерница          |                      | Пожешко-славонска жупанија      |
| Брђани                               |                     | Решетари             | Бродско-посавска жупанија       |
| Брђани Коса                          |                     | Суња                 | Сисачко-мославачка жупанија     |
| Брђани Соколовачки                   |                     | Соколовац            | Копривничко-крижевачка жупанија |
| Брђани Цеста                         |                     | Суња                 | Сисачко-мославачка жупанија     |
| Брђани Шамарички                     |                     | Општина Двор         | Сисачко-мославачка жупанија     |
| Брдце                                |                     | Матуљи               | Приморско-горанска жупанија     |
| Бреберница                           | Загреб              |                      | Град Загреб                     |
| Бреборница                           |                     | Крњак                | Карловачка жупанија             |
| Бребровац                            | Јастребарско        |                      | Загребачка жупанија             |
| Брег                                 | Лабин               |                      | Истарска жупанија               |
| Брегана                              | Самобор             |                      | Загребачка жупанија             |
| Брегана Писаровинска                 |                     | Писаровина           | Загребачка жупанија             |
| Бреганица                            | Самобор             |                      | Загребачка жупанија             |
| Брег Мокрички                        | Свети Иван Зелина   |                      | Загребачка жупанија             |
| Бреги                                |                     | Матуљи               | Приморско-горанска жупанија     |
| Бреги Забочки                        | Забок               |                      | Крапинско-загорска жупанија     |
| Бреги Костелски                      |                     | Преграда             | Крапинско-загорска жупанија     |
| Бреги Радобојски                     |                     | Радобој              | Крапинско-загорска жупанија     |
| Бреговљана                           |                     | Пушћа                | Загребачка жупанија             |
| Бреза                                | Бјеловар            |                      | Бјеловарско-билогорска жупанија |
| Бреза                                |                     | Клана                | Приморско-горанска жупанија     |
| Брезаковец                           |                     | Загорска Села        | Крапинско-загорска жупанија     |
| Брезани                              |                     | Раковец              | Загребачка жупанија             |
| Брезари                              | Јастребарско        |                      | Загребачка жупанија             |
| Брезарић                             |                     | Крашић               | Загребачка жупанија             |
| Брезе                                | Нови Винодолски     |                      | Приморско-горанска жупанија     |
| Брезик                               | Госпић              |                      | Личко-сењска жупанија           |
| Брезик                               |                     | Лукач                | Вировитичко-подравска жупанија  |
| Брезик                               |                     | Нова Буковица        | Вировитичко-подравска жупанија  |
| Брезик Нашички                       | Нашице              |                      | Осјечко-барањска жупанија       |
| Брезине                              |                     | Фаркашевац           | Загребачка жупанија             |
| Брезине                              | Липик               |                      | Пожешко-славонска жупанија      |
| Брезје                               |                     | Дубрава              | Загребачка жупанија             |
| Брезје                               |                     | Горња Стубица        | Крапинско-загорска жупанија     |
| Брезје                               | Света Недеља        |                      | Загребачка жупанија             |
| Брезје                               |                     | Свети Јурај на Брегу | Међимурска жупанија             |
| Брезје Добранско                     |                     | Скрад                | Приморско-горанска жупанија     |
| Брезје Дравско                       |                     | Цестица              | Вараждинска жупанија            |
| Брезје Михолечко                     |                     | Свети Петар Ореховец | Копривничко-крижевачка жупанија |
| Брезје Виводинско                    | Озаљ                |                      | Карловачка жупанија             |
| Брезник                              | Озаљ                |                      | Карловачка жупанија             |
| Брезник Жакањски                     |                     | Жакање               | Карловачка жупанија             |
| Брезник Плешивички                   | Јастребарско        |                      | Загребачка жупанија             |
| Брезница                             |                     | Брезница             | Вараждинска жупанија            |
| Брезница Ђаковачка                   |                     | Левањска Варош       | Осјечко-барањска жупанија       |
| Брезница Нашичка                     |                     | Кошка                | Осјечко-барањска жупанија       |
| Брезнички Хум                        |                     | Брезнички Хум        | Вараждинска жупанија            |
| Брезно Гора                          |                     | Хум на Сутли         | Крапинско-загорска жупанија     |
| Брезова                              |                     | Свети Криж Зачретје  | Крапинско-загорска жупанија     |
| Брезова Глава                        | Карловац            |                      | Карловачка жупанија             |
| Брезова Гора                         |                     | Бедња                | Вараждинска жупанија            |
| Брезовац                             | Бјеловар            |                      | Бјеловарско-билогорска жупанија |
| Брезовац                             |                     | Раковица             | Карловачка жупанија             |
| Брезовац Доброселски                 |                     | Доњи Лапац           | Личко-сењска жупанија           |
| Брезовац Жумберачки                  | Самобор             |                      | Загребачка жупанија             |
| Брезовац Субоцки                     | Новска              |                      | Сисачко-мославачка жупанија     |
| Брезовец                             |                     | Свети Мартин на Мури | Међимурска жупанија             |
| Брезовец Зелински                    | Свети Иван Зелина   |                      | Загребачка жупанија             |
| Брезовица                            |                     | Градина              | Вировитичко-подравска жупанија  |
| Брезовица                            | Загреб              |                      | Град Загреб                     |
| Брезовица                            |                     | Маријанци            | Осјечко-барањска жупанија       |
| Брезовица                            |                     | Петровско            | Крапинско-загорска жупанија     |
| Брезовица Жумберачка                 | Озаљ                |                      | Карловачка жупанија             |
| Брезовљани                           |                     | Свети Иван Жабно     | Копривничко-крижевачка жупанија |
| Брезовљани Војловички                |                     | Чачинци              | Вировитичко-подравска жупанија  |
| Брезово Поље                         | Глина               |                      | Сисачко-мославачка жупанија     |
| Брежане Лекеничке                    |                     | Лекеник              | Сисачко-мославачка жупанија     |
| Брежани                              | Карловац            |                      | Карловачка жупанија             |
| Брежани                              |                     | Свети Петар Ореховец | Копривничко-крижевачка жупанија |
| Брекинска                            | Липик               |                      | Пожешко-славонска жупанија      |
| Брела                                |                     | Брела                | Сплитско-далматинска жупанија   |
| Бресница                             | Плетерница          |                      | Пожешко-славонска жупанија      |
| Брест                                |                     | Ланишће              | Истарска жупанија               |
| Брест под Учком                      |                     | Лупоглав             | Истарска жупанија               |
| Брест Покупски                       | Петриња             |                      | Сисачко-мославачка жупанија     |
| Брестача                             | Новска              |                      | Сисачко-мославачка жупанија     |
| Брестик                              | Глина               |                      | Сисачко-мославачка жупанија     |
| Брестова Драга                       |                     | Мркопаљ              | Приморско-горанска жупанија     |
| Брестовац                            |                     | Брестовац            | Пожешко-славонска жупанија      |
| Брестовац Даруварски                 |                     | Кончаница            | Бјеловарско-билогорска жупанија |
| Брестовачка Брда                     |                     | Кончаница            | Бјеловарско-билогорска жупанија |
| Брестовец Ореховички                 |                     | Бедековчина          | Крапинско-загорска жупанија     |
| Бречевићи                            |                     | Тињан                | Истарска жупанија               |
| Бречићи                              |                     | Појезерје            | Дубровачко-неретванска жупанија |
| Брештане                             |                     | Удбина               | Личко-сењска жупанија           |
| Брештановци                          |                     | Црнац                | Вировитичко-подравска жупанија  |
| Брешца                               |                     | Матуљи               | Приморско-горанска жупанија     |
| Брибир                               |                     | Винодолска општина   | Приморско-горанска жупанија     |
| Брибир                               | Скрадин             |                      | Шибенско-книнска жупанија       |
| Бриг                                 |                     | Вижинада             | Истарска жупанија               |
| Бријест                              | Осијек              |                      | Осјечко-барањска жупанија       |
| Бријеста                             |                     | Стон                 | Дубровачко-неретванска жупанија |
| Бријешће                             | Осијек              |                      | Осјечко-барањска жупанија       |
| Брињани                              | Кутина              |                      | Сисачко-мославачка жупанија     |
| Бриње                                |                     | Бриње                | Личко-сењска жупанија           |
| Брињева Драга                        | Чабар               |                      | Приморско-горанска жупанија     |
| Брист                                |                     | Градац               | Сплитско-далматинска жупанија   |
| Бристивица                           |                     | Сегет                | Сплитско-далматинска жупанија   |
| Брихово                              |                     | Жакање               | Карловачка жупанија             |
| Брич                                 | Бује                |                      | Истарска жупанија               |
| Бричанци                             |                     | Светвинченат         | Истарска жупанија               |
| Бришево                              |                     | Поличник             | Задарска жупанија               |
| Бриштане                             | Дрниш               |                      | Шибенско-книнска жупанија       |
| Бркач                                | Мотовун             |                      | Истарска жупанија               |
| Бркишевина                           |                     | Лекеник              | Сисачко-мославачка жупанија     |
| Брлеково                             |                     | Коњшчина             | Крапинско-загорска жупанија     |
| Брленић                              |                     | Крашић               | Загребачка жупанија             |
| Брлог                                | Оточац              |                      | Личко-сењска жупанија           |
| Брлог Озаљски                        |                     | Камање               | Карловачка жупанија             |
| Брлошка Дубрава                      | Оточац              |                      | Личко-сењска жупанија           |
| Брназе                               | Сињ                 |                      | Сплитско-далматинска жупанија   |
| Брнелићи                             |                     | Јелење               | Приморско-горанска жупанија     |
| Брнобићи                             |                     | Бузет                | Истарска жупанија               |
| Брнобићи                             |                     | Каштелир-Лабинци     | Истарска жупанија               |
| Брнчићи                              |                     | Кастав               | Приморско-горанска жупанија     |
| Брњавац                              |                     | Гвозд                | Сисачко-мославачка жупанија     |
| Брњеушка                             | Глина               |                      | Сисачко-мославачка жупанија     |
| Брњица (Шибеник)                     | Шибеник             |                      | Шибенско-книнска жупанија\|-    |
| Бровиње                              |                     | Раша                 | Истарска жупанија               |
| Бродаровец                           |                     | Марушевец            | Вараждинска жупанија            |
| Бродић                               |                     | Фердинандовац        | Копривничко-крижевачка жупанија |
| Брод Моравице                        |                     | Брод Моравице        | Приморско-горанска жупанија     |
| Брод на Купи                         | Делнице             |                      | Приморско-горанска жупанија     |
| Бродски Варош                        | Славонски Брод      |                      | Бродско-посавска жупанија       |
| Бродски Дреновац                     |                     | Плетерница           | Пожешко-славонска жупанија      |
| Бродски Зденци                       |                     | Подцркавље           | Бродско-посавска жупанија       |
| Бродски Ступник                      |                     | Бродски Ступник      | Бродско-посавска жупанија       |
| Брођани                              | Карловац            |                      | Карловачка жупанија             |
| Брођанци                             |                     | Бизовац              | Осјечко-барањска жупанија       |
| Бросквари                            |                     | Вишњан               | Истарска жупанија               |
| Бротнице                             |                     | Конавле              | Дубровачко-неретванска жупанија |
| Бротња                               |                     | Грачац               | Задарска жупанија               |
| Броћанац                             |                     | Раковица             | Карловачка жупанија             |
| Броце                                |                     | Стон                 | Дубровачко-неретванска жупанија |
| Брочице                              | Новска              |                      | Сисачко-мославачка жупанија     |
| Брсеч                                |                     | Мошћеничка Драга     | Приморско-горанска жупанија     |
| Брсечине                             | Дубровник           |                      | Дубровачко-неретванска жупанија |
| Бртонигла                            |                     | Бртонигла            | Истарска жупанија               |
| Брубно                               | Глина               |                      | Сисачко-мославачка жупанија     |
| Брувно                               |                     | Грачац               | Задарска жупанија               |
| Брзац                                | Крк                 |                      | Приморско-горанска жупанија     |
| Брусићи                              | Крк                 |                      | Приморско-горанска жупанија     |
| Брусје                               | Хвар                |                      | Сплитско-далматинска жупанија   |
| Брусник                              | Пакрац              |                      | Пожешко-славонска жупанија      |
| Брушане                              | Госпић              |                      | Личко-сењска жупанија           |
| Брушка                               | Бенковац            |                      | Задарска жупанија               |
| Брцковић Драга                       |                     | Генералски Стол      | Карловачка жупанија             |
| Брцковљани                           |                     | Брцковљани           | Загребачка жупанија             |
| Брчевец                              | Врбовец             |                      | Загребачка жупанија             |
| Брчино                               |                     | Сибињ                | Бродско-посавска жупанија       |
| Брчићи                               | Пореч               |                      | Истарска жупанија               |
| Брчићи                               |                     | Тињан                | Истарска жупанија               |
| Бршадин                              |                     | Трпиња               | Вуковарско-сријемска жупанија   |
| Брштаново                            |                     | Клис                 | Сплитско-далматинска жупанија   |
| Бубани                               |                     | Канфанар             | Истарска жупанија               |
| Бубњарачки Брод                      |                     | Жакање               | Карловачка жупанија             |
| Бубњарци                             |                     | Жакање               | Карловачка жупанија             |
| Будак                                | Госпић              |                      | Личко-сењска жупанија           |
| Будак                                |                     | Станковци            | Задарска жупанија               |
| Будаковац                            |                     | Градина              | Вировитичко-подравска жупанија  |
| Буданица                             |                     | Сухопоље             | Вировитичко-подравска жупанија  |
| Буданчевица                          | Клоштар Подравски   |                      | Копривничко-крижевачка жупанија |
| Будачка Ријека                       |                     | Крњак                | Карловачка жупанија             |
| Будашево                             | Сисак               |                      | Сисачко-мославачка жупанија     |
| Буденец                              | Загреб              |                      | Град Загреб                     |
| Будим Виводински                     | Озаљ                |                      | Карловачка жупанија             |
| Будимир                              | Триљ                |                      | Сплитско-далматинска жупанија   |
| Будимци                              |                     | Подгорач             | Осјечко-барањска жупанија       |
| Будиншчак                            |                     | Доња Воћа            | Вараждинска жупанија            |
| Будиншчина                           |                     | Будиншчина           | Крапинско-загорска жупанија     |
| Будињак                              | Самобор             |                      | Загребачка жупанија             |
| Будиславец                           |                     | Видовец              | Вараждинска жупанија            |
| Будровац                             | Ђурђевац            |                      | Копривничко-крижевачка жупанија |
| Будровац Лукачки                     |                     | Лукач                | Вировитичко-подравска жупанија  |
| Будровци                             | Ђаково              |                      | Осјечко-барањска жупанија       |
| Бузадовац                            |                     | Градец               | Загребачка жупанија             |
| Буздохањ                             |                     | Чавле                | Приморско-горанска жупанија     |
| Бузет                                | Бузет               |                      | Истарска жупанија               |
| Бузета                               | Глина               |                      | Сисачко-мославачка жупанија     |
| Бузин                                |                     | Скрад                | Приморско-горанска жупанија     |
| Бузин                                | Загреб              |                      | Град Загреб                     |
| Бужим                                | Госпић              |                      | Личко-сењска жупанија           |
| Бужин                                | Бује                |                      | Истарска жупанија               |
| Бужинија                             | Новиград            |                      | Истарска жупанија               |
| Буићи                                | Пореч               |                      | Истарска жупанија               |
| Буићи                                |                     | Жупа дубровачка      | Дубровачко-неретванска жупанија |
| Бујавица                             | Липик               |                      | Пожешко-славонска жупанија      |
| Бујарићи                             |                     | Вишњан               | [[Истарска жупанија             |
| Бује                                 | Бује                |                      | Истарска жупанија               |
| Бујиња                               |                     | Општина Двор         | Сисачко-мославачка жупанија     |
| Бук                                  | Плетерница          |                      | Пожешко-славонска жупанија      |
| Буквик                               |                     | Чачинци              | Вировитичко-подравска жупанија  |
| Бук Влака (Десна обала Мале Неретве) | Опузен              |                      | Дубровачко-неретванска жупанија |
| Букевје                              | Свети Иван Зелина   |                      | Загребачка жупанија             |
| Букевје                              |                     | Орле                 | Загребачка жупанија             |
| Букова                               |                     | Сухопоље             | Вировитичко-подравска жупанија  |
| Буков Врх (Скрад)                    |                     | Скрад                | Приморско-горанска жупанија     |
| Буковац Перјасички                   | Слуњ                |                      | Карловачка жупанија             |
| Буковац Перушићки                    |                     | Перушић              | Личко-сењска жупанија           |
| Буковац Подвршки                     |                     | Скрад                | Приморско-горанска жупанија     |
| Буковац Светојански                  | Јастребарско        |                      | Загребачка жупанија             |
| Буковачки Антуновац                  |                     | Нова Буковица        | Вировитичко-подравска жупанија  |
| Буковец                              |                     | Селница              | Међимурска жупанија             |
| Буковец Зелински                     | Свети Иван Зелина   |                      | Загребачка жупанија             |
| Буковић                              | Бенковац            |                      | Задарска жупанија               |
| Буковица                             |                     | Решетари             | Бродско-посавска жупанија       |
| Буковица                             |                     | Топуско              | Сисачко-мославачка жупанија     |
| Буковица Прекришка                   |                     | Крашић               | Загребачка жупанија             |
| Буковица Утињска                     |                     | Војнић               | Карловачка жупанија             |
| Буковје Бистранско                   |                     | Бистра               | Загребачка жупанија             |
| Буковје Крижевачко                   | Крижевци            |                      | Копривничко-крижевачка жупанија |
| Буковје Нетретићко                   |                     | Нетретић             | Карловачка жупанија             |
| Буковје Подвршко                     | Самобор             |                      | Загребачка жупанија             |
| Буковље                              |                     | Буковље              | Бродско-посавска жупанија       |
| Буковско                             | Сисак               |                      | Сисачко-мославачка жупанија     |
| Буковчак                             | Велика Горица       |                      | Загребачка жупанија             |
| Буковчани                            | Липик               |                      | Пожешко-славонска жупанија      |
| Букори                               |                     | Вижинада             | Истарска жупанија               |
| Булинац                              |                     | Нова Рача            | Бјеловарско-билогорска жупанија |
| Булић                                | Бенковац            |                      | Задарска жупанија               |
| Булићи                               | Озаљ                |                      | Карловачка жупанија             |
| Буница                               | Сењ                 |                      | Личко-сењска жупанија           |
| Бунић                                |                     | Удбина               | Личко-сењска жупанија           |
| Буњак                                | Свети Иван Зелина   |                      | Загребачка жупанија             |
| Буњани                               |                     | Криж                 | Загребачка жупанија             |
| Буњевци                              | Врбовско            |                      | Приморско-горанска жупанија     |
| Бурићи                               |                     | Канфанар             | Истарска жупанија               |
| Бурић Село                           |                     | Крњак                | Карловачка жупанија             |
| Буроли                               | Бује                |                      | Истарска жупанија               |
| Буснови                              |                     | Брестовац            | Пожешко-славонска жупанија      |
| Бутковец                             |                     | Брезнички Хум        | Вараждинска жупанија            |
| Бутковићи                            |                     | Светвинченат         | Истарска жупанија               |
| Бутонига                             | Пазин               |                      | Истарска жупанија               |
| Бухача                               |                     | Цетинград            | Карловачка жупанија             |
| Буцаловићи                           |                     | Вишњан               | Истарска жупанија               |
| Бучје                                | Пакрац              |                      | Пожешко-славонска жупанија      |
| Бучје                                | Плетерница          |                      | Пожешко-славонска жупанија      |
| Бучје Горјанско                      |                     | Дрење                | Осјечко-барањска жупанија       |
| Бушетина                             |                     | Шпишић Буковица      | Вировитичко-подравска жупанија  |
| Бушевец                              | Велика Горица       |                      | Загребачка жупанија             |
| Бушевић                              |                     | Доњи Лапац           | Личко-сењска жупанија           |
| Бушин                                | Преграда            |                      | Крапинско-загорска жупанија     |

## В
| Назив места          | Град                | Општина              | Жупанија                        |
| -------------------- | ------------------- | -------------------- | ------------------------------- |
| Вабрига              |                     | Тар-Вабрига          | Истарска жупанија               |
| Ваганац              | Госпић              |                      | Личко-сењска жупанија           |
| Ваговина             |                     | Чазма                | Бјеловарско-билогорска жупанија |
| Вадаљ                |                     | Примоштен            | Шибенско-книнска жупанија       |
| Вадедији             |                     | Жмињ                 | Истарска жупанија               |
| Вадина               |                     | Лука                 | Загребачка жупанија             |
| Вадреш               |                     | Барбан               | Истарска жупанија               |
| Важминец             | Црес                |                      | Приморско-горанска жупанија     |
| Вајин Врх            |                     | Јосипдол             | Карловачка жупанија             |
| Валбандон            |                     | Фажана               | Истарска жупанија               |
| Валеновац            |                     | Феричанци            | Осјечко-барањска жупанија       |
| Валентићи            |                     | Каштелир-Лабинци     | Истарска жупанија               |
| Валентиново          | Преграда            |                      | Крапинско-загорска жупанија     |
| Валетић              |                     | Раковец              | Загребачка жупанија             |
| Валица               | Умаг                |                      | Истарска жупанија               |
| Валићи               |                     | Јелење               | Приморско-горанска жупанија     |
| Валкарин             | Пореч               |                      | Истарска жупанија               |
| Валпово              | Валпово             |                      | Осјечко-барањска жупанија       |
| Валтура              |                     | Лижњан               | Истарска жупанија               |
| Валун                | Црес                |                      | Приморско-горанска жупанија     |
| Ванићи               |                     | Општина Двор         | Сисачко-мославачка жупанија     |
| Вантачићи            |                     | Малинска-Дубашница   | Приморско-горанска жупанија     |
| Вараждин             | Вараждин            |                      | Вараждинска жупанија            |
| Вараждин Брег        |                     | Горњи Кнегинец       | Вараждинска жупанија            |
| Вараждинске Топлице  | Вараждинске Топлице |                      | Вараждинска жупанија            |
| Вараштовац           | Озаљ                |                      | Карловачка жупанија             |
| Вардарац             |                     | Биље                 | Осјечко-барањска жупанија       |
| Вардица              | Умаг                |                      | Истарска жупанија               |
| Вариводе             |                     | Кистање              | Шибенско-книнска жупанија       |
| Варож                |                     | Барбан               | Истарска жупанија               |
| Варош Босиљевска     |                     | Босиљево             | Карловачка жупанија             |
| Васине Лазе          | Пожега              |                      | Пожешко-славонска жупанија      |
| Вачани               | Скрадин             |                      | Шибенско-книнска жупанија       |
| Вашка                |                     | Сопје                | Вировитичко-подравска жупанија  |
| Ведашић              |                     | Удбина               | Личко-сењска жупанија           |
| Ведрине              | Триљ                |                      | Сплитско-далматинска жупанија   |
| Ведро Поље           |                     | Суња                 | Сисачко-мославачка жупанија     |
| Везац                |                     | Примоштен            | Шибенско-книнска жупанија       |
| Везишће              |                     | Криж                 | Загребачка жупанија             |
| Вејаки               |                     | Вишњан               | Истарска жупанија               |
| Већеславец           | Крижевци            |                      | Копривничко-крижевачка жупанија |
| Вела Вода            | Делнице             |                      | Приморско-горанска жупанија     |
| Вела Лука            |                     | Вела Лука            | Дубровачко-неретванска жупанија |
| Вела Траба           | Пазин               |                      | Истарска жупанија               |
| Вела Учка            |                     | Опатија              | Приморско-горанска жупанија     |
| Веле Драге           |                     | Брод Моравице        | Приморско-горанска жупанија     |
| Веле Муне            |                     | Матуљи               | Приморско-горанска жупанија     |
| Веле Сракане         | Мали Лошињ          |                      | Приморско-горанска жупанија     |
| Веленики             | Пореч               |                      | Истарска жупанија               |
| Велешевец            |                     | Орле                 | Загребачка жупанија             |
| Велешковец           |                     | Златар Бистрица      | Крапинско-загорска жупанија     |
| Вели Бргуд           |                     | Матуљи               | Приморско-горанска жупанија     |
| Вели Гољи            |                     | Света Недјеља        | Истарска жупанија               |
| Вели Дол             | Краљевица           |                      | Приморско-горанска жупанија     |
| Вели Иж              | Задар               |                      | Задарска жупанија               |
| Вели Лошињ           | Мали Лошињ          |                      | Приморско-горанска жупанија     |
| Вели Мај             | Пореч               |                      | Истарска жупанија               |
| Вели Млин            | Бује                |                      | Истарска жупанија               |
| Вели Млун            | Бузет               |                      | Истарска жупанија               |
| Вели Рат             |                     | Сали                 | Задарска жупанија               |
| Вели Турини          |                     | Света Недјеља        | Истарска жупанија               |
| Велика               |                     | Велика               | Пожешко-славонска жупанија      |
| Велика Бабина Гора   |                     | Ђуловац              | Бјеловарско-билогорска жупанија |
| Велика Барна         | Грубишно Поље       |                      | Бјеловарско-билогорска жупанија |
| Велика Брањска       |                     | Соколовац            | Копривничко-крижевачка жупанија |
| Велика Бршљаница     | Гарешница           |                      | Бјеловарско-билогорска жупанија |
| Велика Буна          | Велика Горица       |                      | Загребачка жупанија             |
| Велика Вес           | Крапина             |                      | Крапинско-загорска жупанија     |
| Велика Ветерничка    |                     | Нови Голубовец       | Крапинско-загорска жупанија     |
| Велика Врановина     |                     | Топуско              | Сисачко-мославачка жупанија     |
| Велике Бриснице      | Сењ                 |                      | Личко-сењска жупанија           |
| Велика Глава         | Скрадин             |                      | Шибенско-книнска жупанија       |
| Велика Гора          | Свети Иван Зелина   |                      | Загребачка жупанија             |
| Велика Гора          | Преграда            |                      | Крапинско-загорска жупанија     |
| Велика Горица        | Велика Горица       |                      | Загребачка жупанија             |
| Велика Градуса       |                     | Суња                 | Сисачко-мославачка жупанија     |
| Велика Дапчевица     | Грубишно Поље       |                      | Бјеловарско-билогорска жупанија |
| Велика Ерпења        |                     | Велико Трговишће     | Крапинско-загорска жупанија     |
| Велика Јазбина       | Самобор             |                      | Загребачка жупанија             |
| Велика Јамничка      |                     | Писаровина           | Загребачка жупанија             |
| Велика Јасеновача    | Грубишно Поље       |                      | Бјеловарско-билогорска жупанија |
| Велика Клиса         |                     | Ђуловац              | Бјеловарско-билогорска жупанија |
| Велика Копаница      |                     | Велика Копаница      | Бродско-посавска жупанија       |
| Велика Косница       | Велика Горица       |                      | Загребачка жупанија             |
| Велика Лешница       | Делнице             |                      | Приморско-горанска жупанија     |
| Велика Лоза          |                     | Мљет                 | Дубровачко-неретванска жупанија |
| Велика Лудина        |                     | Велика Лудина        | Сисачко-мославачка жупанија     |
| Велика Маслењача     |                     | Ђуловац              | Бјеловарско-билогорска жупанија |
| Велика Милешина      |                     | Мућ                  | Сплитско-далматинска жупанија   |
| Велика Млака         | Велика Горица       |                      | Загребачка жупанија             |
| Велика Млинска       |                     | Велика Трновитица    | Бјеловарско-билогорска жупанија |
| Велика Мучна         |                     | Соколовац            | Копривничко-крижевачка жупанија |
| Велика Острна        | Дуго Село           |                      | Загребачка жупанија             |
| Велика Пака          |                     | Жакање               | Карловачка жупанија             |
| Велика Ператовица    | Грубишно Поље       |                      | Бјеловарско-билогорска жупанија |
| Велика Петровагорска |                     | Лобор                | Крапинско-загорска жупанија     |
| Велика Писаница      |                     | Велика Писаница      | Бјеловарско-билогорска жупанија |
| Велика Плана         | Госпић              |                      | Личко-сењска жупанија           |
| Велика Попина        |                     | Грачац               | Задарска жупанија               |
| Велика Раковица      | Самобор             |                      | Загребачка жупанија             |
| Велика Расињица      |                     | Расиња               | Копривничко-крижевачка жупанија |
| Велика Солина        | Глина               |                      | Сисачко-мославачка жупанија     |
| Велика Трапинска     |                     | Сухопоље             | Вировитичко-подравска жупанија  |
| Велика Трнава        |                     | Херцеговац           | Бјеловарско-билогорска жупанија |
| Велика Трновитица    |                     | Велика Трновитица    | Бјеловарско-билогорска жупанија |
| Велика Хорватска     |                     | Десинић              | Крапинско-загорска жупанија     |
| Велика Храстилница   |                     | Криж                 | Загребачка жупанија             |
| Велика Црквина       |                     | Крњак                | Карловачка жупанија             |
| Велика Чрешњевица    |                     | Питомача             | Вировитичко-подравска жупанија  |
| Велике Сесвете       | Крижевци            |                      | Копривничко-крижевачка жупанија |
| Велики Бановац       | Пакрац              |                      | Пожешко-славонска жупанија      |
| Велики Бастаји       |                     | Ђуловац              | Бјеловарско-билогорска жупанија |
| Велики Билач         |                     | Чаглин               | Пожешко-славонска жупанија      |
| Велики Ботиновац     |                     | Соколовац            | Копривничко-крижевачка жупанија |
| Велики Брезовец      |                     | Градец               | Загребачка жупанија             |
| Велики Брочанац      |                     | Клис                 | Сплитско-далматинска жупанија   |
| Велики Будићи        | Пакрац              |                      | Пожешко-славонска жупанија      |
| Велики Буковец       |                     | Маче                 | Крапинско-загорска жупанија     |
| Велики Буковец       |                     | Велики Буковец       | Вараждинска жупанија            |
| Велики Варешки       |                     | Марчана              | Истарска жупанија               |
| Велики Врх           |                     | Жумберак             | Загребачка жупанија             |
| Велики Врх Камањски  |                     | Камање               | Карловачка жупанија             |
| Велики Горенец       |                     | Бедња                | Вараждинска жупанија            |
| Велики Грабичани     |                     | Расиња               | Копривничко-крижевачка жупанија |
| Велики Градац        | Глина               |                      | Сисачко-мославачка жупанија     |
| Велики Грђевац       |                     | Велики Грђевац       | Бјеловарско-билогорска жупанија |
| Велики Житник        | Госпић              |                      | Личко-сењска жупанија           |
| Велики Зденци        | Грубишно Поље       |                      | Бјеловарско-билогорска жупанија |
| Велики Ерјавец       | Озаљ                |                      | Карловачка жупанија             |
| Велики Јадрч         | Врбовско            |                      | Приморско-горанска жупанија     |
| Велики Комор         |                     | Маче                 | Крапинско-загорска жупанија     |
| Велики Козинац       |                     | Бариловић            | Карловачка жупанија             |
| Велики Липовец       | Самобор             |                      | Загребачка жупанија             |
| Велики Ловречан      |                     | Цестица              | Вараждинска жупанија            |
| Велики Милетинац     |                     | Ђуловац              | Бјеловарско-билогорска жупанија |
| Велики Модруш Поток  |                     | Нетретић             | Карловачка жупанија             |
| Велики Обљај         | Глина               |                      | Сисачко-мославачка жупанија     |
| Велики Оток          |                     | Леград               | Копривничко-крижевачка жупанија |
| Велики Пашијан       | Гарешница           |                      | Бјеловарско-билогорска жупанија |
| Велики Поганац       |                     | Расиња               | Копривничко-крижевачка жупанија |
| Велики Поточец       | Крижевци            |                      | Копривничко-крижевачка жупанија |
| Велики Прокоп        | Гарешница           |                      | Бјеловарско-билогорска жупанија |
| Велики Пролог        | Вргорац             |                      | Сплитско-далматинска жупанија   |
| Велики Растовац      |                     | Црнац                | Вировитичко-подравска жупанија  |
| Велики Равен         | Крижевци            |                      | Копривничко-крижевачка жупанија |
| Велики Шушњар        | Петриња             |                      | Сисачко-мославачка жупанија     |
| Велић                | Триљ                |                      | Сплитско-далматинска жупанија   |
| Велићи               |                     | Вижинада             | Истарска жупанија               |
| Велико Брдо          | Макарска            |                      | Сплитско-далматинска жупанија   |
| Велико Вуковје       | Гарешница           |                      | Бјеловарско-билогорска жупанија |
| Велико Кореново      | Бјеловар            |                      | Бјеловарско-билогорска жупанија |
| Велико Крчево        |                     | Костајнички Мајур    | Сисачко-мославачка жупанија     |
| Велико Поље          | Загреб              |                      | Град Загреб                     |
| Велико Поље          |                     | Лукач                | Вировитичко-подравска жупанија  |
| Велико Свињичко      | Сисак               |                      | Сисачко-мославачка жупанија     |
| Велико Селце         |                     | Скрад                | Приморско-горанска жупанија     |
| Велико Трговишће     |                     | Велико Трговишће     | Крапинско-загорска жупанија     |
| Велико Тројство      |                     | Велико Тројство      | Бјеловарско-билогорска жупанија |
| Велим                |                     | Станковци            | Задарска жупанија               |
| Велимировац          | Нашице              |                      | Осјечко-барањска жупанија       |
| Велинци              |                     | Кумровец             | Крапинско-загорска жупанија     |
| Велишковци           | Белишће             |                      | Осјечко-барањска жупанија       |
| Вело Грабље          | Хвар                |                      | Сплитско-далматинска жупанија   |
| Велушић              | Дрниш               |                      | Шибенско-книнска жупанија       |
| Вељаки               |                     | Кршан                | Истарска жупанија               |
| Вељун                | Слуњ                |                      | Карловачка жупанија             |
| Вељун Приморски      | Сењ                 |                      | Личко-сењска жупанија           |
| Вељунска Глина       | Слуњ                |                      | Карловачка жупанија             |
| Вељунски Понорац     | Слуњ                |                      | Карловачка жупанија             |
| Венац Мрежнички      | Дуга Реса           |                      | Карловачка жупанија             |
| Вење                 | Кутјево             |                      | Пожешко-славонска жупанија      |
| Вепринац             |                     | Опатија              | Приморско-горанска жупанија     |
| Вера                 |                     | Трпиња               | Вуковарско-сријемска жупанија   |
| Верунић              |                     | Сали                 | Задарска жупанија               |
| Весела               | Плетерница          |                      | Пожешко-славонска жупанија      |
| Веселићи             |                     | Рибник               | Карловачка жупанија             |
| Ветерница            |                     | Нови Голубовец       | Крапинско-загорска жупанија     |
| Ветово               | Кутјево             |                      | Пожешко-славонска жупанија      |
| Виводина             | Озаљ                |                      | Карловачка жупанија             |
| Вигањ                |                     | Оребић               | Дубровачко-неретванска жупанија |
| Вид                  | Метковић            |                      | Дубровачко-неретванска жупанија |
| Видалићи             | Новаља              |                      | Личко-сењска жупанија           |
| Видекић Село         | Слуњ                |                      | Карловачка жупанија             |
| Видовац Цесарички    |                     | Карлобаг             | Личко-сењска жупанија           |
| Видовец              |                     | Видовец              | Вараждинска жупанија            |
| Видовец Крапински    | Крапина             |                      | Крапинско-загорска жупанија     |
| Видовец Петровски    | Крапина             |                      | Крапинско-загорска жупанија     |
| Видовићи             | Црес                |                      | Приморско-горанска жупанија     |
| Видовци              | Пожега              |                      | Пожешко-славонска жупанија      |
| Видоње               |                     | Зажабље              | Дубровачко-неретванска жупанија |
| Видрењак             |                     | Велика Лудина        | Сисачко-мославачка жупанија     |
| Видулини             |                     | Жмињ                 | Истарска жупанија               |
| Вижановец            | Златар              |                      | Крапинско-загорска жупанија     |
| Вижинада             |                     | Вижинада             | Истарска жупанија               |
| Вижинтини            |                     | Опртаљ               | Истарска жупанија               |
| Вижинтини Врхи       |                     | Опртаљ               | Истарска жупанија               |
| Вижовље              |                     | Велико Трговишће     | Крапинско-загорска жупанија     |
| Вијенац Бариловићки  |                     | Бариловић            | Карловачка жупанија             |
| Виланија             | Умаг                |                      | Истарска жупанија               |
| Вилетинец            | Лепоглава           |                      | Вараждинска жупанија            |
| Виланци              |                     | Велико Трговишће     | Крапинско-загорска жупанија     |
| Вилић Село           |                     | Брестовац            | Пожешко-славонска жупанија      |
| Виљево               |                     | Виљево               | Осјечко-барањска жупанија       |
| Вина                 | Вргорац             |                      | Сплитско-далматинска жупанија   |
| Винагора             | Преграда            |                      | Крапинско-загорска жупанија     |
| Виналић              | Врлика              |                      | Сплитско-далматинска жупанија   |
| Винарец              |                     | Свети Петар Ореховец | Копривничко-крижевачка жупанија |
| Винеж                | Лабин               |                      | Истарска жупанија               |
| Вини Врх             | Озаљ                |                      | Карловачка жупанија             |
| Винине               | Триљ                |                      | Сплитско-далматинска жупанија   |
| Винипоток            |                     | Лобор                | Крапинско-загорска жупанија     |
| Виница               |                     | Виница               | Вараждинска жупанија            |
| Виница Брег          |                     | Виница               | Вараждинска жупанија            |
| Винично              |                     | Високо               | Вараждинска жупанија            |
| Винишће              |                     | Марина               | Сплитско-далматинска жупанија   |
| Винковачки Бановци   |                     | Нијемци              | Вуковарско-сријемска жупанија   |
| Винковец             |                     | Пресека              | Загребачка жупанија             |
| Винковци             | Винковци            |                      | Вуковарско-сријемска жупанија   |
| Виновац              |                     | Марина               | Сплитско-далматинска жупанија   |
| Виногради Лудбрешки  | Лудбрег             |                      | Вараждинска жупанија            |
| Виноградци           | Белишће             |                      | Осјечко-барањска жупанија       |
| Вински Врх           |                     | Нетретић             | Карловачка жупанија             |
| Винтеровец           |                     | Горња Стубица        | Крапинско-загорска жупанија     |
| Вињерац              |                     | Поседарје            | Задарска жупанија               |
| Вир                  |                     | Вир                  | Задарска жупанија               |
| Вирје                |                     | Вирје                | Копривничко-крижевачка жупанија |
| Вирје Крижовљанско   |                     | Цестица              | Вараждинска жупанија            |
| Вировитица           | Вировитица          |                      | Вировитичко-подравска жупанија  |
| Вис                  | Вис                 |                      | Сплитско-далматинска жупанија   |
| Висови               |                     | Капела               | Бјеловарско-билогорска жупанија |
| Висока               |                     | Унешић               | Шибенско-книнска жупанија       |
| Висока Греда         |                     | Врбје                | Бродско-посавска жупанија       |
| Високо               |                     | Високо               | Вараждинска жупанија            |
| Височане             |                     | Поличник             | Задарска жупанија               |
| Височани             |                     | Дубровачко приморје  | Дубровачко-неретванска жупанија |
| Висућ                |                     | Удбина               | Личко-сењска жупанија           |
| Витаљина             | Конавле             |                      | Дубровачко-неретванска жупанија |
| Витешинец            | Иванец              |                      | Вараждинска жупанија            |
| Витуњ                | Огулин              |                      | Карловачка жупанија             |
| Вича Села            |                     | Крапинске Топлице    | Крапинско-загорска жупанија     |
| Вишковићи            |                     | Раша                 | Истарска жупанија               |
| Вишково              |                     | Вишково              | Приморско-горанска жупанија     |
| Вишковци             | Плетерница          |                      | Пожешко-славонска жупанија      |
| Вишковци             |                     | Вишковци             | Осјечко-барањска жупанија       |
| Вишњан               |                     | Вишњан               | Истарска жупанија               |
| Вишњевац             |                     | Велико Тројство      | Бјеловарско-билогорска жупанија |
| Вишњевац             | Осијек              |                      | Осјечко-барањска жупанија       |
| Вишњевец             | Преграда            |                      | Крапинско-загорска жупанија     |
| Вишњевец Подвршки    | Самобор             |                      | Загребачка жупанија             |
| Вишњица              | Вргорац             |                      | Сплитско-далматинска жупанија   |
| Вишњица              |                     | Сопје                | Вировитичко-подравска жупанија  |
| Вишњица Уштичка      |                     | Јасеновац            | Сисачко-мославачка жупанија     |
| Вишћи Врх            |                     | Жумберак             | Загребачка жупанија             |
| Владимировац         |                     | Градина              | Вировитичко-подравска жупанија  |
| Владиславци          |                     | Владиславци          | Осјечко-барањска жупанија       |
| Владисово            |                     | Старо Петрово Село   | Бродско-посавска жупанија       |
| Влаислав             |                     | Новиград Подравски   | Копривничко-крижевачка жупанија |
| Влака                | Вргорац             |                      | Сплитско-далматинска жупанија   |
| Влака                |                     | Сливно               | Дубровачко-неретванска жупанија |
| Влатковац            |                     | Чаглин               | Пожешко-славонска жупанија      |
| Влаховић             | Глина               |                      | Сисачко-мославачка жупанија     |
| Влашић Брдо          |                     | Жумберак             | Загребачка жупанија             |
| Влашићи              | Паг                 |                      | Задарска жупанија               |
| Влашковец            | Јастребарско        |                      | Загребачка жупанија             |
| Возилићи             |                     | Кршан                | Истарска жупанија               |
| Воде                 | Чабар               |                      | Приморско-горанска жупанија     |
| Водена Драга         |                     | Босиљево             | Карловачка жупанија             |
| Водице               |                     | Водице               | Шибенско-книнска жупанија       |
| Водице               | Црес                |                      | Приморско-горанска жупанија     |
| Водице               |                     | Ланишће              | Истарска жупанија               |
| Водњан               | Водњан              |                      | Истарска жупанија               |
| Водовађа             |                     | Конавле              | Дубровачко-неретванска жупанија |
| Водостај             | Карловац            |                      | Карловачка жупанија             |
| Водотеч              |                     | Бриње                | Личко-сењска жупанија           |
| Вођинци              |                     | Вођинци              | Вуковарско-сријемска жупанија   |
| Војаковац            | Крижевци            |                      | Копривничко-крижевачка жупанија |
| Војводинец           |                     | Расиња               | Копривничко-крижевачка жупанија |
| Војишница            |                     | Војнић               | Карловачка жупанија             |
| Војловица            |                     | Чачинци              | Вировитичко-подравска жупанија  |
| Војнић               |                     | Војнић               | Карловачка жупанија             |
| Војнић Брег          |                     | Бедековчина          | Крапинско-загорска жупанија     |
| Војнић Сињски        | Триљ                |                      | Сплитско-далматинска жупанија   |
| Војновац             |                     | Јосипдол             | Карловачка жупанија             |
| Војновец Калнички    |                     | Калник               | Копривничко-крижевачка жупанија |
| Војновец Лоборски    |                     | Лобор                | Крапинско-загорска жупанија     |
| Војновић Брдо        |                     | Крњак                | Карловачка жупанија             |
| Војсак               | Преграда            |                      | Крапинско-загорска жупанија     |
| Волавец              |                     | Горња Стубица        | Крапинско-загорска жупанија     |
| Волавје              | Јастребарско        |                      | Загребачка жупанија             |
| Воларице             | Сењ                 |                      | Личко-сењска жупанија           |
| Волиња               |                     | Општина Двор         | Сисачко-мославачка жупанија     |
| Володер              |                     | Поповача             | Сисачко-мославачка жупанија     |
| Вољавец Ријечки      |                     | Свети Петар Ореховец | Копривничко-крижевачка жупанија |
| Воркапић             | Топуско             |                      | Сисачко-мославачка жупанија     |
| Воћарица             | Новска              |                      | Сисачко-мославачка жупанија     |
| Воћин                |                     | Воћин                | Вировитичко-подравска жупанија  |
| Воштане              | Триљ                |                      | Сплитско-далматинска жупанија   |
| Воштени              |                     | Свети Ловреч         | Истарска жупанија               |
| Врабач               | Триљ                |                      | Сплитско-далматинска жупанија   |
| Врабач               |                     | Шолта                | Сплитско-далматинска жупанија   |
| Врана                | Црес                |                      | Приморско-горанска жупанија     |
| Врана                |                     | Пакоштане            | Задарска жупанија               |
| Вранешевци           |                     | Чађавица             | Вировитичко-подравска жупанија  |
| Враник               |                     | Ловинац              | Личко-сењска жупанија           |
| Вранић               |                     | Брестовац            | Пожешко-славонска жупанија      |
| Вранићи код Пореча   | Пореч               |                      | Истарска жупанија               |
| Вранићи код Вишњана  |                     | Вишњан               | Истарска жупанија               |
| Вранићи код Вижинаде |                     | Вижинада             | Истарска жупанија               |
| Вранковец            |                     | Свети Криж Зачретје  | Крапинско-загорска жупанија     |
| Вранов Дол           |                     | Јастребарско         | Загребачка жупанија             |
| Врановача            |                     | Плитвичка Језера     | Личко-сењска жупанија           |
| Врановине            |                     | Госпић               | Личко-сењска жупанија           |
| Врановци             |                     | Буковље              | Бродско-посавска жупанија       |
| Вранојеље            |                     | Бедња                | Вараждинска жупанија            |
| Врања                |                     | Лупоглав             | Истарска жупанија               |
| Врањак Жумберачки    |                     | Крашић               | Загребачка жупанија             |
| Врање Село           |                     | Вижинада             | Истарска жупанија               |
| Врањиц               | Солин               |                      | Сплитско-далматинска жупанија   |
| Врата                |                     | Фужине               | Приморско-горанска жупанија     |
| Вратаруша            | Сењ                 |                      | Личко-сењска жупанија           |
| Вратечко             | Петриња             |                      | Сисачко-мославачка жупанија     |
| Вратишинец           |                     | Вратишинец           | Међимурска жупанија             |
| Вратник              | Сењ                 |                      | Личко-сењска жупанија           |
| Вратник Самоборски   | Самобор             |                      | Загребачка жупанија             |
| Вратно Оток          |                     | Цестица              | Вараждинска жупанија            |
| Врбани               |                     | Вижинада             | Истарска жупанија               |
| Врбановец            |                     | Мартијанец           | Вараждинска жупанија            |
| Врбанска Драга       | Озаљ                |                      | Карловачка жупанија             |
| Врбањ                | Стари Град          |                      | Сплитско-далматинска жупанија   |
| Врбања               |                     | Врбања               | Вуковарско-сријемска жупанија   |
| Врбица               |                     | Велико Тројство      | Бјеловарско-билогорска жупанија |
| Врбица               |                     | Семељци              | Осјечко-барањска жупанија       |
| Врбишница            |                     | Хум на Сутли         | Крапинско-загорска жупанија     |
| Врбје                |                     | Врбје                | Бродско-посавска жупанија       |
| Врбник               |                     | Бискупија            | Шибенско-книнска жупанија       |
| Врбник               |                     | Врбник               | Приморско-горанска жупанија     |
| Врбно                |                     | Бедња                | Вараждинска жупанија            |
| Врбоска              |                     | Јелса                | Сплитско-далматинска жупанија   |
| Врбова               |                     | Старо Петрово Село   | Бродско-посавска жупанија       |
| Врбовац              | Дарувар             |                      | Бјеловарско-билогорска жупанија |
| Врбовец              | Врбовец             |                      | Загребачка жупанија             |
| Врбовец Самоборски   | Самобор             |                      | Загребачка жупанија             |
| Врбовечки Павловец   | Врбовец             |                      | Загребачка жупанија             |
| Врбовљани            | Окучани             |                      | Бродско-посавска жупанија       |
| Врбово               |                     | Храшћина             | Крапинско-загорска жупанија     |
| Врбово Посавско      |                     | Орле                 | Загребачка жупанија             |
| Врбовско             | Врбовско            |                      | Приморско-горанска жупанија     |
| Врвари               | Пореч               |                      | Истарска жупанија               |
| Вргада               |                     | Пакоштане            | Задарска жупанија               |
| Вргинмост            |                     | Гвозд                | Сисачко-мославачка жупанија     |
| Вргорац              | Вргорац             |                      | Сплитско-далматинска жупанија   |
| Вржнавери            | Пореч               |                      | Истарска жупанија               |
| Врзићи               | Сењ                 |                      | Личко-сењска жупанија           |
| Вребац               | Госпић              |                      | Личко-сењска жупанија           |
| Врело Кореничко      |                     | Плитвичка Језера     | Личко-сењска жупанија           |
| Врећари              |                     | Света Недјеља        | Истарска жупанија               |
| Врисник              |                     | Јелса                | Сплитско-далматинска жупанија   |
| Врлика               | Врлика              |                      | Сплитско-далматинска жупанија   |
| Врњак                |                     | Грожњан              | Истарска жупанија               |
| Врпиле               |                     | Плитвичка Језера     | Личко-сењска жупанија           |
| Врпоље               |                     | Врпоље               | Бродско-посавска жупанија       |
| Врпоље               | Книн                |                      | Шибенско-книнска жупанија       |
| Врпоље               | Триљ                |                      | Сплитско-далматинска жупанија   |
| Врпоље               | Шибеник             |                      | Шибенско-книнска жупанија       |
| Врпоље Банско        |                     | Општина Двор         | Сисачко-мославачка жупанија     |
| Врсар                |                     | Врсар                | Истарска жупанија               |
| Врси                 |                     | Врси                 | Задарска жупанија               |
| Врсине               |                     | Марина               | Сплитско-далматинска жупанија   |
| Врсно                | Шибеник             |                      | Шибенско-книнска жупанија       |
| Вртлиновец           | Вараждинске Топлице |                      | Вараждинска жупанија            |
| Вртлинска            | Чазма               |                      | Бјеловарско-билогорска жупанија |
| Вртњаковец           |                     | Крапинске Топлице    | Крапинско-загорска жупанија     |
| Врх                  | Бузет               |                      | Истарска жупанија               |
| Врх                  |                     | Крк                  | Приморско-горанска жупанија     |
| Врх Бродски          |                     | Скрад                | Приморско-горанска жупанија     |
| Врх Височки          |                     | Високо               | Вараждинска жупанија            |
| Врх Лашићи           |                     | Вижинада             | Истарска жупанија               |
| Врх Летованићки      |                     | Лекеник              | Сисачко-мославачка жупанија     |
| Врх Озаљски          | Озаљ                |                      | Карловачка жупанија             |
| Врхи Винагорски      | Преграда            |                      | Крапинско-загорска жупанија     |
| Врхи Преградски      | Преграда            |                      | Крапинско-загорска жупанија     |
| Врхјани              | Вишњан              |                      | Истарска жупанија               |
| Врхова Горица        |                     | Босиљево             | Карловачка жупанија             |
| Врховац              | Озаљ                |                      | Карловачка жупанија             |
| Врховац Соколовачки  |                     | Соколовац            | Копривничко-крижевачка жупанија |
| Врховачки Сопот      | Озаљ                |                      | Карловачка жупанија             |
| Врховец              | Врбовец             |                      | Загребачка жупанија             |
| Врховец Бедњански    |                     | Бедња                | Вараждинска жупанија            |
| Врховина             |                     | Гарчин               | Бродско-посавска жупанија       |
| Врховине             |                     | Врховине             | Личко-сењска жупанија           |
| Врховљан             |                     | Свети Мартин на Мури | Међимурска жупанија             |
| Врховци              | Чабар               |                      | Приморско-горанска жупанија     |
| Врховчак             | Самобор             |                      | Загребачка жупанија             |
| Врчин Дол            | Плетерница          |                      | Пожешко-славонска жупанија      |
| Врчићи               |                     | Паг                  | Задарска жупанија               |
| Вршковац             | Озаљ                |                      | Карловачка жупанија             |
| Вугер Село           | Загреб              |                      | Град Загреб                     |
| Вугловец             | Иванец              |                      | Вараждинска жупанија            |
| Вугришинец           |                     | Горњи Михаљевец      | Међимурска жупанија             |
| Вугровец Горњи       | Загреб              |                      | Град Загреб                     |
| Вугровец Доњи        | Загреб              |                      | Град Загреб                     |
| Вујићи Војаковачки   | Крижевци            |                      | Копривничко-крижевачка жупанија |
| Вујновићи            | Врбовско            |                      | Приморско-горанска жупанија     |
| Вука                 |                     | Вука                 | Осјечко-барањска жупанија       |
| Вукановец            |                     | Горњи Михаљевец      | Међимурска жупанија             |
| Вуканци              |                     | Маче                 | Крапинско-загорска жупанија     |
| Вукелићи             | Врбовско            |                      | Приморско-горанска жупанија     |
| Вукелићи             |                     | Перушић              | Личко-сењска жупанија           |
| Вукетић              | Озаљ                |                      | Карловачка жупанија             |
| Вукманић             | Карловац            |                      | Карловачка жупанија             |
| Вукова Горица        |                     | Нетретић             | Карловачка жупанија             |
| Вуковар              | Вуковар             |                      | Вуковарско-сријемска жупанија   |
| Вуковец              |                     | Свети Петар Ореховец | Копривничко-крижевачка жупанија |
| Вуковије             |                     | Ђуловац              | Бјеловарско-билогорска жупанија |
| Вуковина             | Велика Горица       |                      | Загребачка жупанија             |
| Вуковје Зелинско     | Свети Иван Зелина   |                      | Загребачка жупанија             |
| Вуково Брдо          |                     | Жумберак             | Загребачка жупанија             |
| Вуково Село          |                     | Брдовец              | Загребачка жупанија             |
| Вуковој              |                     | Кленовник            | Вараждинска жупанија            |
| Вукодер              | Карловац            |                      | Карловачка жупанија             |
| Вукојевци            | Нашице              |                      | Осјечко-барањска жупанија       |
| Вукојевица           |                     | Чаглин               | Пожешко-славонска жупанија      |
| Вукомерић            | Велика Горица       |                      | Загребачка жупанија             |
| Вукосављевица        |                     | Шпишић Буковица      | Вировитичко-подравска жупанија  |
| Вукошевац            |                     | Суња                 | Сисачко-мославачка жупанија     |
| Вуксани              | Озаљ                |                      | Карловачка жупанија             |
| Вукшин Шипак         | Јастребарско        |                      | Загребачка жупанија             |
| Вукшинец Ријечки     |                     | Горња Ријека         | Копривничко-крижевачка жупанија |
| Вукшић               | Бенковац            |                      | Задарска жупанија               |
| Вуларија             |                     | Ореховица            | Међимурска жупанија             |
| Вулишинец            | Лепоглава           |                      | Вараждинска жупанија            |
| Вурновец             | Загреб              |                      | Град Загреб                     |
| Вурот                | Сисак               |                      | Сисачко-мославачка жупанија     |
| Вучак                |                     | Доња Стубица         | Крапинско-загорска жупанија     |
| Вучани               | Чазма               |                      | Бјеловарско-билогорска жупанија |
| Вучевица             |                     | Клис                 | Сплитско-далматинска жупанија   |
| Вучевци              |                     | Вишковци             | Осјечко-барањска жупанија       |
| Вучетинец            |                     | Свети Јурај на Брегу | Међимурска жупанија             |
| Вучилчево            |                     | Дубравица            | Загребачка жупанија             |
| Вучинићи             | Врбовско            |                      | Приморско-горанска жупанија     |
| Вучипоље             |                     | Хрваце               | Сплитско-далматинска жупанија   |
| Вучипоље             |                     | Грачац               | Задарска жупанија               |
| Вучјак Феричаначки   |                     | Феричанци            | Осјечко-барањска жупанија       |
| Вучник               | Врбовско            |                      | Приморско-горанска жупанија     |

## Г
| Назив места         | Град    | Општина           | Жупанија                    |
| ------------------- | ------- | ----------------- | --------------------------- |
| Гаге                |         | Општина Двор      | Сисачко-мославачка жупанија |
| Гвозданско          |         | Општина Двор      | Сисачко-мославачка жупанија |
| Главичани           |         | Општина Двор      | Сисачко-мославачка жупанија |
| Глина               | Глина   |                   | Сисачко-мославачка жупанија |
| Глинска Пољана      | Петриња |                   | Сисачко-мославачка жупанија |
| Гојло               | Кутина  |                   | Сисачко-мославачка жупанија |
| Голиња              |         | Гвозд             | Сисачко-мославачка жупанија |
| Голубовац Дивушки   |         | Општина Двор      | Сисачко-мославачка жупанија |
| Гора                | Петриња |                   | Сисачко-мославачка жупанија |
| Горичка             |         | Општина Двор      | Сисачко-мославачка жупанија |
| Горња Бачуга        | Петриња |                   | Сисачко-мославачка жупанија |
| Горња Бучица        | Глина   |                   | Сисачко-мославачка жупанија |
| Горња Велешња       |         | Доњи Кукурузари   | Сисачко-мославачка жупанија |
| Горња Влахинићка    |         | Велика Лудина     | Сисачко-мославачка жупанија |
| Горња Граченица     |         | Поповача          | Сисачко-мославачка жупанија |
| Горња Јеленска      |         | Поповача          | Сисачко-мославачка жупанија |
| Горња Летина        |         | Суња              | Сисачко-мославачка жупанија |
| Горња Меминска      |         | Костајнички Мајур | Сисачко-мославачка жупанија |
| Горња Млинога       | Петриња |                   | Сисачко-мославачка жупанија |
| Горња Ораовица      |         | Општина Двор      | Сисачко-мославачка жупанија |
| Горња Пастуша       | Петриња |                   | Сисачко-мославачка жупанија |
| Горња Ступница      |         | Општина Двор      | Сисачко-мославачка жупанија |
| Горња Трстеница     |         | Гвозд             | Сисачко-мославачка жупанија |
| Горња Чемерница     |         | Гвозд             | Сисачко-мославачка жупанија |
| Горње Јаме          | Глина   |                   | Сисачко-мославачка жупанија |
| Горње Комарево      | Сисак   |                   | Сисачко-мославачка жупанија |
| Горње Мокрице       | Петриња |                   | Сисачко-мославачка жупанија |
| Горње Селиште       | Глина   |                   | Сисачко-мославачка жупанија |
| Горње Табориште     | Глина   |                   | Сисачко-мославачка жупанија |
| Горњи Бјеловац      |         | Доњи Кукурузари   | Сисачко-мославачка жупанија |
| Горњи Видушевац     | Глина   |                   | Сисачко-мославачка жупанија |
| Горњи Вукојевац     |         | Лекеник           | Сисачко-мославачка жупанија |
| Горњи Добретин      |         | Општина Двор      | Сисачко-мославачка жупанија |
| Горњи Жировац       |         | Општина Двор      | Сисачко-мославачка жупанија |
| Горњи Јаворањ       |         | Општина Двор      | Сисачко-мославачка жупанија |
| Горњи Класнић       | Глина   |                   | Сисачко-мославачка жупанија |
| Горњи Кукурузари    |         | Доњи Кукурузари   | Сисачко-мославачка жупанија |
| Горњи Селковац      | Глина   |                   | Сисачко-мославачка жупанија |
| Горњи Храстовац     |         | Костајнички Мајур | Сисачко-мославачка жупанија |
| Горњи Церовљани     |         | Дубица            | Сисачко-мославачка жупанија |
| Граберје            | Петриња |                   | Сисачко-мославачка жупанија |
| Грабовац Бански     | Петриња |                   | Сисачко-мославачка жупанија |
| Грабовица           |         | Општина Двор      | Сисачко-мославачка жупанија |
| Грабоштани          |         | Костајнички Мајур | Сисачко-мославачка жупанија |
| Грабричина          |         | Велика Лудина     | Сисачко-мославачка жупанија |
| Грабров Поток       |         | Велика Лудина     | Сисачко-мославачка жупанија |
| Градуса Посавска    |         | Суња              | Сисачко-мославачка жупанија |
| Грачаница Шишинечка | Глина   |                   | Сисачко-мославачка жупанија |
| Греда               | Сисак   |                   | Сисачко-мославачка жупанија |
| Греда Суњска        |         | Суња              | Сисачко-мославачка жупанија |
| Гређани             |         | Топуско           | Сисачко-мославачка жупанија |
| Грмушани            |         | Општина Двор      | Сисачко-мославачка жупанија |
| Гушће               | Сисак   |                   | Сисачко-мославачка жупанија |

## Д
| Назив места         | Град    | Општина         | Жупанија                    |
| ------------------- | ------- | --------------- | --------------------------- |
| Дабрина             | Глина   |                 | Сисачко-мославачка жупанија |
| Општина Двор        |         | Општина Двор    | Сисачко-мославачка жупанија |
| Двориште            | Глина   |                 | Сисачко-мославачка жупанија |
| Деановићи           | Петриња |                 | Сисачко-мославачка жупанија |
| Десна Мартинска Вес |         | Мартинска Вес   | Сисачко-мославачка жупанија |
| Десни Дегој         | Глина   |                 | Сисачко-мославачка жупанија |
| Десни Дубровчак     |         | Мартинска Вес   | Сисачко-мославачка жупанија |
| Десни Штефанки      |         | Ласиња          | Карловачка жупанија         |
| Десно Жељезно       |         | Мартинска Вес   | Сисачко-мославачка жупанија |
| Десно Средичко      |         | Ласиња          | Карловачка жупанија         |
| Десно Требарјево    |         | Мартинска Вес   | Сисачко-мославачка жупанија |
| Дивуша              |         | Општина Двор    | Сисачко-мославачка жупанија |
| Додоши              | Петриња |                 | Сисачко-мославачка жупанија |
| Долњаки             | Глина   |                 | Сисачко-мославачка жупанија |
| Доња Бачуга         | Петриња |                 | Сисачко-мославачка жупанија |
| Доња Будичина       | Петриња |                 | Сисачко-мославачка жупанија |
| Доња Бучица         | Глина   |                 | Сисачко-мославачка жупанија |
| Доња Велешња        |         | Доњи Кукурузари | Сисачко-мославачка жупанија |
| Доња Влахинићка     |         | Поповача        | Сисачко-мославачка жупанија |
| Доња Граченица      |         | Поповача        | Сисачко-мославачка жупанија |
| Доња Јеленска       |         | Поповача        | Сисачко-мославачка жупанија |
| Доња Летина         |         | Суња            | Сисачко-мославачка жупанија |
| Доња Млинога        | Петриња |                 | Сисачко-мославачка жупанија |
| Доња Ораовица       |         | Општина Двор    | Сисачко-мославачка жупанија |
| Доња Пастуша        | Петриња |                 | Сисачко-мославачка жупанија |
| Доња Ступница       |         | Општина Двор    | Сисачко-мославачка жупанија |
| Доња Трстеница      | Глина   |                 | Сисачко-мославачка жупанија |
| Доња Чемерница      |         | Топуско         | Сисачко-мославачка жупанија |
| Доње Јаме           | Глина   |                 | Сисачко-мославачка жупанија |
| Доње Комарево       | Сисак   |                 | Сисачко-мославачка жупанија |
| Доње Мокрице        | Петриња |                 | Сисачко-мославачка жупанија |
| Доње Селиште        | Глина   |                 | Сисачко-мославачка жупанија |
| Доње Табориште      | Глина   |                 | Сисачко-мославачка жупанија |
| Доњи Бјеловац       |         | Доњи Кукурузари | Сисачко-мославачка жупанија |
| Доњи Видушевац      | Глина   |                 | Сисачко-мославачка жупанија |
| Доњи Вукојевац      |         | Лекеник         | Сисачко-мославачка жупанија |
| Доњи Добретин       |         | Општина Двор    | Сисачко-мославачка жупанија |
| Доњи Жировац        |         | Општина Двор    | Сисачко-мославачка жупанија |
| Доњи Јаворањ        |         | Општина Двор    | Сисачко-мославачка жупанија |
| Доњи Класнић        | Глина   |                 | Сисачко-мославачка жупанија |
| Доњи Кукурузари     |         | Доњи Кукурузари | Сисачко-мославачка жупанија |
| Доњи Селковац       | Глина   |                 | Сисачко-мославачка жупанија |
| Доњи Храстовац      |         | Суња            | Сисачко-мославачка жупанија |
| Доњи Церовљани      |         | Дубица          | Сисачко-мославачка жупанија |
| Драга               |         | Општина Двор    | Сисачко-мославачка жупанија |
| Драготина           | Глина   |                 | Сисачко-мославачка жупанија |
| Драготинци          | Петриња |                 | Сисачко-мославачка жупанија |
| Драшковац           |         | Општина Двор    | Сисачко-мославачка жупанија |
| Дреновац Бански     | Глина   |                 | Сисачко-мославачка жупанија |
| Дрљача              |         | Суња            | Сисачко-мославачка жупанија |
| Дубица              |         | Дубица          | Сисачко-мославачка жупанија |
| Дуго Село Ласињско  |         | Гвозд           | Сисачко-мославачка жупанија |
| Дужица              |         | Лекеник         | Сисачко-мославачка жупанија |
| Думаче              | Петриња |                 | Сисачко-мославачка жупанија |

## Ђ
| Назив места | Град     | Општина    | Жупанија                        |
| ----------- | -------- | ---------- | ------------------------------- |
| Ђаково      | Ђаково   |            | Осјечко-барањска жупанија       |
| Ђеврске     |          | Кистање    | Шибенско-книнска жупанија       |
| Ђелековец   |          | Ђелековец  | Копривничко-крижевачка жупанија |
| Ђелетовци   |          | Нијемци    | Вуковарско-сријемска жупанија   |
| Ђиван       | Врбовец  |            | Загребачка жупанија             |
| Ђуба        | Умаг     |            | Истарска жупанија               |
| Ђуловац     |          | Ђуловац    | Бјеловарско-билогорска жупанија |
| Ђурђанци    | Ђаково   |            | Осјечко-барањска жупанија       |
| Ђурђевац    | Ђурђевац |            | Копривничко-крижевачка жупанија |
| Ђурђековец  | Загреб   |            | Град Загреб                     |
| Ђурђеновац  |          | Ђурђеновац | Осјечко-барањска жупанија       |
| Ђурђиц      | Крижевци |            | Копривничко-крижевачка жупанија |
| Ђурђиц      |          | Иванска    | Бјеловарско-билогорска жупанија |
| Ђурићи      |          | Дреновци   | Вуковарско-сријемска жупанија   |
| Ђурин Поток |          | Цетинград  | Карловачка жупанија             |
| Ђуринићи    |          | Конавле    | Дубровачко-неретванска жупанија |
| Ђуриновец   |          | Високо     | Вараждинска жупанија            |
| Ђуричић     |          | Воћин      | Вировитичко-подравска жупанија  |
| Ђурманец    |          | Ђурманец   | Крапинско-загорска жупанија     |

## Е
| Назив места             | Град     | Општина         | Жупанија                        |
| ----------------------- | -------- | --------------- | ------------------------------- |
| Еминовци                |          | Јакшић          | Пожешко-славонска жупанија      |
| Емовачки Луг            | Пожега   |                 | Пожешко-славонска жупанија      |
| Ервеник                 |          | Ервеник         | Шибенско-книнска жупанија       |
| Ервеник Златарски — део |          | Златар Бистрица | Крапинско-загорска жупанија     |
| Ервеник Златарски — део | Златар   |                 | Крапинско-загорска жупанија     |
| Ердељ                   |          | Генералски Стол | Карловачка жупанија             |
| Ердовец                 | Крижевци |                 | Копривничко-крижевачка жупанија |
| Ердут                   |          | Ердут           | Осјечко-барањска жупанија       |
| Ержишће                 |          | Света Недјеља   | Истарска жупанија               |
| Ерковчићи               | Бузет    |                 | Истарска жупанија               |
| Ернестиново             |          | Ернестиново     | Осјечко-барањска жупанија       |
| Ертић                   |          | Жакање          | Карловачка жупанија             |
| Ерцеговци               |          | Дицмо           | Сплитско-далматинска жупанија   |

## Ж
| Назив места | Град    | Општина | Жупанија                    |
| ----------- | ------- | ------- | --------------------------- |
| Жабно       | Сисак   |         | Сисачко-мославачка жупанија |
| Жажина      |         | Лекеник | Сисачко-мославачка жупанија |
| Живаја      |         | Дубица  | Сисачко-мославачка жупанија |
| Жреме       |         | Суња    | Сисачко-мославачка жупанија |
| Жупић       | Петриња |         | Сисачко-мославачка жупанија |

## З
| Назив места | Град   | Општина       | Жупанија                    |
| ----------- | ------ | ------------- | --------------------------- |
| Закопа      |        | Општина Двор  | Сисачко-мославачка жупанија |
| Залој       | Глина  |               | Сисачко-мославачка жупанија |
| Замлача     |        | Општина Двор  | Сисачко-мославачка жупанија |
| Збјеговача  | Кутина |               | Сисачко-мославачка жупанија |
| Зирчица     |        | Мартинска Вес | Сисачко-мославачка жупанија |
| Зрин        |        | Општина Двор  | Сисачко-мославачка жупанија |
| Зут         |        | Општина Двор  | Сисачко-мославачка жупанија |

## И
| Назив места | Град   | Општина | Жупанија                    |
| ----------- | ------ | ------- | --------------------------- |
| Ивањски Бок |        | Суња    | Сисачко-мославачка жупанија |
| Илова       | Кутина |         | Сисачко-мославачка жупанија |
| Иловачак    | Глина  |         | Сисачко-мославачка жупанија |

## Ј
| Назив места     | Град    | Општина       | Жупанија                    |
| --------------- | ------- | ------------- | --------------------------- |
| Јабуковац       | Петриња |               | Сисачко-мославачка жупанија |
| Јавница         |         | Општина Двор  | Сисачко-мославачка жупанија |
| Јаворник        |         | Општина Двор  | Сисачко-мославачка жупанија |
| Јазвеник        | Сисак   |               | Сисачко-мославачка жупанија |
| Јамарица        | Кутина  |               | Сисачко-мославачка жупанија |
| Јања Липа       | Кутина  |               | Сисачко-мославачка жупанија |
| Јасеновчани     |         | Суња          | Сисачко-мославачка жупанија |
| Језеро Посавско |         | Мартинска Вес | Сисачко-мославачка жупанија |
| Јовац           |         | Општина Двор  | Сисачко-мославачка жупанија |
| Јошавица        | Петриња |               | Сисачко-мославачка жупанија |
| Јошевица        | Глина   |               | Сисачко-мославачка жупанија |

## К
| Назив места         | Град       | Општина           | Жупанија                    |
| ------------------- | ---------- | ----------------- | --------------------------- |
| Катиновац           |            | Топуско           | Сисачко-мославачка жупанија |
| Католичко Селишће   |            | Велика Лудина     | Сисачко-мославачка жупанија |
| Кепчије             |            | Општина Двор      | Сисачко-мославачка жупанија |
| Кињачка             |            | Суња              | Сисачко-мославачка жупанија |
| Кирин               |            | Гвозд             | Сисачко-мославачка жупанија |
| Кихалац             | Глина      |                   | Сисачко-мославачка жупанија |
| Кладари             |            | Суња              | Сисачко-мославачка жупанија |
| Клетиште            | Кутина     |                   | Сисачко-мославачка жупанија |
| Клинац              | Петриња    |                   | Сисачко-мославачка жупанија |
| Клобучак            | Сисак      |                   | Сисачко-мославачка жупанија |
| Кнезовљани          |            | Доњи Кукурузари   | Сисачко-мославачка жупанија |
| Кобиљак             |            | Општина Двор      | Сисачко-мославачка жупанија |
| Козаперовица        | Глина      |                   | Сисачко-мославачка жупанија |
| Козарац             |            | Гвозд             | Сисачко-мославачка жупанија |
| Козиброд            |            | Општина Двор      | Сисачко-мославачка жупанија |
| Комоговина          |            | Доњи Кукурузари   | Сисачко-мославачка жупанија |
| Комора              |            | Општина Двор      | Сисачко-мославачка жупанија |
| Компатор            |            | Велика Лудина     | Сисачко-мославачка жупанија |
| Косна               |            | Општина Двор      | Сисачко-мославачка жупанија |
| Костајница          | Костајница |                   | Сисачко-мославачка жупанија |
| Костајнички Мајур   |            | Костајнички Мајур | Сисачко-мославачка жупанија |
| Костреши Бјеловачки |            | Доњи Кукурузари   | Сисачко-мославачка жупанија |
| Костреши Шашки      |            | Суња              | Сисачко-мославачка жупанија |
| Кострићи            |            | Костајнички Мајур | Сисачко-мославачка жупанија |
| Котарани            |            | Општина Двор      | Сисачко-мославачка жупанија |
| Крајишка Кутиница   | Кутина     |                   | Сисачко-мославачка жупанија |
| Краљевчани          | Петриња    |                   | Сисачко-мославачка жупанија |
| Кратечко            | Сисак      |                   | Сисачко-мославачка жупанија |
| Кривај Суњски       |            | Суња              | Сисачко-мославачка жупанија |
| Криж Храстовички    | Петриња    |                   | Сисачко-мославачка жупанија |
| Куљани              |            | Општина Двор      | Сисачко-мославачка жупанија |
| Кутина              | Кутина     |                   | Сисачко-мославачка жупанија |
| Кутиница            | Кутина     |                   | Сисачко-мославачка жупанија |
| Кутинска Слатина    | Кутина     |                   | Сисачко-мославачка жупанија |
| Кутинске Чаире      | Кутина     |                   | Сисачко-мославачка жупанија |

## Л
| Назив места          | Град    | Општина         | Жупанија                    |
| -------------------- | ------- | --------------- | --------------------------- |
| Ласиња               |         | Ласиња          | Карловачка жупанија         |
| Лекеник              |         | Лекеник         | Сисачко-мославачка жупанија |
| Летованић            |         | Лекеник         | Сисачко-мославачка жупанија |
| Летованци            | Сисак   |                 | Сисачко-мославачка жупанија |
| Лијева Лука          |         | Мартинска Вес   | Сисачко-мославачка жупанија |
| Лијева Мартинска Вес |         | Мартинска Вес   | Сисачко-мославачка жупанија |
| Лијево Жељезно       |         | Мартинска Вес   | Сисачко-мославачка жупанија |
| Лијево Требарјево    |         | Мартинска Вес   | Сисачко-мославачка жупанија |
| Ловча                |         | Доњи Кукурузари | Сисачко-мославачка жупанија |
| Лоња                 | Сисак   |                 | Сисачко-мославачка жупанија |
| Лотине               |         | Општина Двор    | Сисачко-мославачка жупанија |
| Лудиница             |         | Велика Лудина   | Сисачко-мославачка жупанија |
| Лукавец Посавски     | Сисак   |                 | Сисачко-мославачка жупанија |
| Лушчани              | Петриња |                 | Сисачко-мославачка жупанија |

## Љ
| Назив места | Град | Општина       | Жупанија                    |
| ----------- | ---- | ------------- | --------------------------- |
| Љесковац    |      | Општина Двор  | Сисачко-мославачка жупанија |
| Љубина      |      | Општина Двор  | Сисачко-мославачка жупанија |
| Љубљаница   |      | Мартинска Вес | Сисачко-мославачка жупанија |

## М
| Назив места        | Град    | Општина           | Жупанија                    |
| ------------------ | ------- | ----------------- | --------------------------- |
| Маја               | Глина   |                   | Сисачко-мославачка жупанија |
| Мајдан             |         | Општина Двор      | Сисачко-мославачка жупанија |
| Мајске Пољане      | Глина   |                   | Сисачко-мославачка жупанија |
| Мајски Тртник      | Глина   |                   | Сисачко-мославачка жупанија |
| Мала Врановина     |         | Топуско           | Сисачко-мославачка жупанија |
| Мала Горица        | Петриња |                   | Сисачко-мославачка жупанија |
| Мала Градуса       |         | Суња              | Сисачко-мославачка жупанија |
| Мала Лудина        |         | Велика Лудина     | Сисачко-мославачка жупанија |
| Мала Паукова       |         | Суња              | Сисачко-мославачка жупанија |
| Мала Солина        | Глина   |                   | Сисачко-мославачка жупанија |
| Мали Градац        | Глина   |                   | Сисачко-мославачка жупанија |
| Мали Обљај         | Глина   |                   | Сисачко-мославачка жупанија |
| Маличка            |         | Топуско           | Сисачко-мославачка жупанија |
| Мало Крчево        |         | Костајнички Мајур | Сисачко-мославачка жупанија |
| Маринброд          | Глина   |                   | Сисачко-мославачка жупанија |
| Мартиновићи        | Глина   |                   | Сисачко-мославачка жупанија |
| Матијевићи         |         | Општина Двор      | Сисачко-мославачка жупанија |
| Махово             |         | Мартинска Вес     | Сисачко-мославачка жупанија |
| Мачково Село       | Петриња |                   | Сисачко-мославачка жупанија |
| Маџари             | Сисак   |                   | Сисачко-мославачка жупанија |
| Међураче           | Петриња |                   | Сисачко-мославачка жупанија |
| Међурић            | Кутина  |                   | Сисачко-мославачка жупанија |
| Меченчани          |         | Доњи Кукурузари   | Сисачко-мославачка жупанија |
| Миклеушка          | Кутина  |                   | Сисачко-мославачка жупанија |
| Миочиновићи        | Петриња |                   | Сисачко-мославачка жупанија |
| Мишинка            | Кутина  |                   | Сисачко-мославачка жупанија |
| Момчиловића Коса   | Глина   |                   | Сисачко-мославачка жупанија |
| Мославачка Слатина |         | Поповача          | Сисачко-мославачка жупанија |
| Моштаница          | Петриња |                   | Сисачко-мославачка жупанија |
| Мошченица          | Петриња |                   | Сисачко-мославачка жупанија |
| Мрачај             |         | Костајнички Мајур | Сисачко-мославачка жупанија |
| Мужиловчица        | Сисак   |                   | Сисачко-мославачка жупанија |
| Муњава             |         |                   |                             |
| Мустафина Клада    |         | Велика Лудина     | Сисачко-мославачка жупанија |

## Н
| Назив места         | Град    | Општина | Жупанија                    |
| ------------------- | ------- | ------- | --------------------------- |
| Небојан             | Петриња |         | Сисачко-мославачка жупанија |
| Нова Дренчина       | Петриња |         | Сисачко-мославачка жупанија |
| Нови Фаркашић       | Петриња |         | Сисачко-мославачка жупанија |
| Ново Прачно         | Сисак   |         | Сисачко-мославачка жупанија |
| Ново Селиште        | Петриња |         | Сисачко-мославачка жупанија |
| Ново Село           | Сисак   |         | Сисачко-мославачка жупанија |
| Ново Село Глинско   | Глина   |         | Сисачко-мославачка жупанија |
| Ново Село Ласињско  |         | Ласиња  | Карловачка жупанија         |
| Ново Село Палањечко | Сисак   |         | Сисачко-мославачка жупанија |
| Новоселци           |         | Суња    | Сисачко-мославачка жупанија |

## Њ
| Назив места | Град | Општина | Жупанија                        |
| ----------- | ---- | ------- | ------------------------------- |
| Њежић       |      | Велика  | Пожешко-славонска жупанија      |
| Њивице      |      | Мљет    | Дубровачко-неретванска жупанија |
| Њивице      |      | Омишаљ  | Приморско-горанска жупанија     |

## О
| Назив места  | Град  | Општина        | Жупанија                    |
| ------------ | ----- | -------------- | --------------------------- |
| Одра Сисачка | Сисак |                | Сисачко-мославачка жупанија |
| Околи        |       | Велика Лудина  | Сисачко-мославачка жупанија |
| Орбанићи     |       | Марчана        | Истарска жупанија           |
| Орбанићи     |       | Жмињ           | Истарска жупанија           |
| Осеково      |       | Поповача       | Сисачко-мославачка жупанија |
| Остојићи     |       | Општина Двор   | Сисачко-мославачка жупанија |
| Острожин     |       | Гвозд          | Сисачко-мославачка жупанија |
| Очура        |       | Лепоглава      | Вараждинска жупанија        |
| Очура        |       | Нови Голубовец | Крапинско-загорска жупанија |

## П
| Назив места       | Град       | Општина         | Жупанија                    |
| ----------------- | ---------- | --------------- | --------------------------- |
| Палањек           | Сисак      |                 | Сисачко-мославачка жупанија |
| Палањек Покупски  |            | Лекеник         | Сисачко-мославачка жупанија |
| Пањани            | Костајница |                 | Сисачко-мославачка жупанија |
| Папићи            |            | Суња            | Сисачко-мославачка жупанија |
| Пауковац          |            | Општина Двор    | Сисачко-мославачка жупанија |
| Педаљ             |            | Општина Двор    | Сисачко-мославачка жупанија |
| Перна             |            | Топуско         | Сисачко-мославачка жупанија |
| Петковац          | Петриња    |                 | Сисачко-мославачка жупанија |
| Петриња           | Петриња    |                 | Сисачко-мославачка жупанија |
| Петрињци          |            | Суња            | Сисачко-мославачка жупанија |
| Петровец          |            | Лекеник         | Сисачко-мославачка жупанија |
| Пецка             |            | Топуско         | Сисачко-мославачка жупанија |
| Пецки             | Петриња    |                 | Сисачко-мославачка жупанија |
| Пешћеница         |            | Лекеник         | Сисачко-мославачка жупанија |
| Пјешчаница        |            | Гвозд           | Сисачко-мославачка жупанија |
| Побрђани          |            | Суња            | Сисачко-мославачка жупанија |
| Подбрђе           |            | Поповача        | Сисачко-мославачка жупанија |
| Подгорје          |            | Гвозд           | Сисачко-мославачка жупанија |
| Покупско Вратечко |            | Лекеник         | Сисачко-мославачка жупанија |
| Пољана Лекеничка  |            | Лекеник         | Сисачко-мославачка жупанија |
| Пониквари         |            | Топуско         | Сисачко-мославачка жупанија |
| Поповача          |            | Поповача        | Сисачко-мославачка жупанија |
| Поток             |            | Поповача        | Сисачко-мославачка жупанија |
| Превршац          |            | Доњи Кукурузари | Сисачко-мославачка жупанија |
| Прекопа           | Глина      |                 | Сисачко-мославачка жупанија |
| Прелошћица        | Сисак      |                 | Сисачко-мославачка жупанија |
| Пријека           | Глина      |                 | Сисачко-мославачка жупанија |
| Пркос Ласињски    |            | Ласиња          | Карловачка жупанија         |
| Прњавор Чунтићки  | Петриња    |                 | Сисачко-мославачка жупанија |
| Пустике           |            | Краварско       | Загребачка жупанија         |

## Р
| Назив места       | Град       | Општина       | Жупанија                    |
| ----------------- | ---------- | ------------- | --------------------------- |
| Равно Рашће       | Глина      |               | Сисачко-мославачка жупанија |
| Радоња Лука       |            | Суња          | Сисачко-мославачка жупанија |
| Раусовац          | Костајница |               | Сисачко-мославачка жупанија |
| Репушница         | Кутина     |               | Сисачко-мославачка жупанија |
| Ријечани Бујињски |            | Општина Двор  | Сисачко-мославачка жупанија |
| Ровишка           | Глина      |               | Сисачко-мославачка жупанија |
| Рогуље            |            | Општина Двор  | Сисачко-мославачка жупанија |
| Росуље            | Костајница |               | Сисачко-мославачка жупанија |
| Рудежи            |            | Општина Двор  | Сисачко-мославачка жупанија |
| Рујевац           |            | Општина Двор  | Сисачко-мославачка жупанија |
| Рушковица         |            | Велика Лудина | Сисачко-мославачка жупанија |

## С
| Назив места         | Град       | Општина           | Жупанија                    |
| ------------------- | ---------- | ----------------- | --------------------------- |
| Свиница             |            | Костајнички Мајур | Сисачко-мославачка жупанија |
| Сврачица            | Глина      |                   | Сисачко-мославачка жупанија |
| Села                | Сисак      |                   | Сисачко-мославачка жупанија |
| Селиште Костајничко | Костајница |                   | Сисачко-мославачка жупанија |
| Селишће Суњско      |            | Суња              | Сисачко-мославачка жупанија |
| Сетуш               |            | Мартинска Вес     | Сисачко-мославачка жупанија |
| Сјеверовац          |            | Суња              | Сисачко-мославачка жупанија |
| Сјеничак Ласињски   |            | Ласиња            | Карловачка жупанија         |
| Сибић               | Петриња    |                   | Сисачко-мославачка жупанија |
| Сисак               | Сисак      |                   | Сисачко-мославачка жупанија |
| Скела               | Глина      |                   | Сисачко-мославачка жупанија |
| Слабиња             |            | Дубица            | Сисачко-мославачка жупанија |
| Славско Поље        |            | Гвозд             | Сисачко-мославачка жупанија |
| Слана               | Петриња    |                   | Сисачко-мославачка жупанија |
| Слатина Покупска    | Глина      |                   | Сисачко-мославачка жупанија |
| Словинци            |            | Суња              | Сисачко-мославачка жупанија |
| Сочаница            |            | Општина Двор      | Сисачко-мославачка жупанија |
| Средња Меминска     |            | Костајнички Мајур | Сисачко-мославачка жупанија |
| Средње Мокрице      | Петриња    |                   | Сисачко-мославачка жупанија |
| Српски Чунтић       | Петриња    |                   | Сисачко-мославачка жупанија |
| Српско Селиште      | Кутина     |                   | Сисачко-мославачка жупанија |
| Стаза               |            | Суња              | Сисачко-мославачка жупанија |
| Станић Поље         |            | Општина Двор      | Сисачко-мославачка жупанија |
| Станковац           | Глина      |                   | Сисачко-мославачка жупанија |
| Стара Дренчина      | Сисак      |                   | Сисачко-мославачка жупанија |
| Стари Брод          |            | Лекеник           | Сисачко-мославачка жупанија |
| Стари Фаркашић      |            | Лекеник           | Сисачко-мославачка жупанија |
| Старо Прачно        | Сисак      |                   | Сисачко-мославачка жупанија |
| Старо Село          | Сисак      |                   | Сисачко-мославачка жупанија |
| Старо Село Топуско  |            | Топуско           | Сисачко-мославачка жупанија |
| Стипан              |            | Гвозд             | Сисачко-мославачка жупанија |
| Стражбеница         | Петриња    |                   | Сисачко-мославачка жупанија |
| Страшник            | Петриња    |                   | Сисачко-мославачка жупанија |
| Стрелечко           |            | Мартинска Вес     | Сисачко-мославачка жупанија |
| Стрмен              |            | Суња              | Сисачко-мославачка жупанија |
| Струга Банска       |            | Општина Двор      | Сисачко-мославачка жупанија |
| Стружец             |            | Поповача          | Сисачко-мославачка жупанија |
| Стубаљ              |            | Костајнички Мајур | Сисачко-мославачка жупанија |
| Ступно              | Сисак      |                   | Сисачко-мославачка жупанија |
| Ступовача           | Кутина     |                   | Сисачко-мославачка жупанија |
| Сувој               | Сисак      |                   | Сисачко-мославачка жупанија |
| Суња                |            | Суња              | Сисачко-мославачка жупанија |

## Т
| Назив места      | Град    | Општина       | Жупанија                    |
| ---------------- | ------- | ------------- | --------------------------- |
| Табориште        | Петриња |               | Сисачко-мославачка жупанија |
| Тимарци          |         | Суња          | Сисачко-мославачка жупанија |
| Тишина Ердедска  |         | Мартинска Вес | Сисачко-мославачка жупанија |
| Тишина Каптолска |         | Мартинска Вес | Сисачко-мославачка жупанија |
| Тополовац        | Сисак   |               | Сисачко-мославачка жупанија |
| Топуско          |         | Топуско       | Сисачко-мославачка жупанија |
| Тргови           |         | Општина Двор  | Сисачко-мославачка жупанија |
| Тремушњак        | Петриња |               | Сисачко-мославачка жупанија |
| Трепча           |         | Гвозд         | Сисачко-мославачка жупанија |
| Трновац Глински  | Глина   |               | Сисачко-мославачка жупанија |
| Тртник Глински   | Глина   |               | Сисачко-мославачка жупанија |
| Турченица        | Глина   |               | Сисачко-мославачка жупанија |

## Ћ
| Назив места | Град       | Општина         | Жупанија                        |
| ----------- | ---------- | --------------- | ------------------------------- |
| Ћелија      |            | Трпиња          | Вуковарско-сријемска жупанија   |
| Ћиковићи    | Кастав     |                 | Приморско-горанска жупанија     |
| Ћоре        |            | Општина Двор    | Сисачко-мославачка жупанија     |
| Ћосине Лазе | Пожега     |                 | Пожешко-славонска жупанија      |
| Ћошинци     | Плетерница |                 | Пожешко-славонска жупанија      |
| Ћуић Брдо   |            | Раковица        | Карловачка жупанија             |
| Ћунски      | Мали Лошињ |                 | Приморско-горанска жупанија     |
| Ћурловац    |            | Велико Тројство | Бјеловарско-билогорска жупанија |
| Ћуси        |            | Церовље         | Истарска жупанија               |

## У
| Назив места     | Град       | Општина         | Жупанија                        |
| --------------- | ---------- | --------------- | ------------------------------- |
| Убле            |            | Ластово         | Дубровачко-неретванска жупанија |
| Удбина          |            | Удбина          | Личко-сењска жупанија           |
| Удбиња          | Карловац   |                 | Карловачка жупанија             |
| Угарци          | Пожега     |                 | Пожешко-славонска жупанија      |
| Угљан           |            | Преко           | Задарска жупанија               |
| Угљане          |            | Триљ            | Сплитско-далматинска жупанија   |
| Угљеш           |            | Дарда           | Осјечко-барањска жупанија       |
| Угрини          | Бузет      |                 | Истарска жупанија               |
| Удетин          |            | Општина Двор    | Сисачко-мославачка жупанија     |
| Удовичић        |            | Оток            | Сплитско-далматинска жупанија   |
| Уздоље          |            | Бискупија       | Шибенско-книнска жупанија       |
| Уљанички Бријег | Гарешница  |                 | Бјеловарско-билогорска жупанија |
| Уљаник          | Гарешница  |                 | Бјеловарско-билогорска жупанија |
| Умаг            | Умаг       |                 | Истарска жупанија               |
| Уметић          |            | Доњи Кукурузари | Сисачко-мославачка жупанија     |
| Умљановић       |            | Ружић           | Шибенско-книнска жупанија       |
| Умол            |            | Босиљево        | Карловачка жупанија             |
| Умчани          | Вргорац    |                 | Сплитско-далматинска жупанија   |
| Унешић          |            | Унешић          | Шибенско-книнска жупанија       |
| Уније           | Мали Лошињ |                 | Приморско-горанска жупанија     |
| Унчани          |            | Општина Двор    | Сисачко-мославачка жупанија     |
| Ускопље         |            | Конавле         | Дубровачко-неретванска жупанија |
| Ускоци          |            | Стара Градишка  | Бродско-посавска жупанија       |
| Устрине         | Мали Лошињ |                 | Приморско-горанска жупанија     |
| Утиња           | Карловац   |                 | Карловачка жупанија             |
| Утиња Врело     |            | Војнић          | Карловачка жупанија             |
| Утискани        |            | Иванска         | Бјеловарско-билогорска жупанија |
| Утолица         | Костајница |                 | Сисачко-мославачка жупанија     |
| Уштица          |            | Јасеновац       | Сисачко-мославачка жупанија     |

## Х
| Назив места     | Град    | Општина      | Жупанија                    |
| --------------- | ------- | ------------ | --------------------------- |
| Хађер           | Глина   |              | Сисачко-мославачка жупанија |
| Хајтић          | Глина   |              | Сисачко-мославачка жупанија |
| Храстелница     | Сисак   |              | Сисачко-мославачка жупанија |
| Храстовица      | Петриња |              | Сисачко-мославачка жупанија |
| Хрватски Чунтић | Петриња |              | Сисачко-мославачка жупанија |
| Хрватско Село   |         | Топуско      | Сисачко-мославачка жупанија |
| Хртић           |         | Општина Двор | Сисачко-мославачка жупанија |
| Хусаин          | Кутина  |              | Сисачко-мославачка жупанија |

## Ц
| Назив места         | Град          | Општина             | Жупанија                        |
| ------------------- | ------------- | ------------------- | ------------------------------- |
| Цабуна              |               | Сухопоље            | Вировитичко-подравска жупанија  |
| Цавтат              |               | Конавле             | Дубровачко-неретванска жупанија |
| Цаге                |               | Окучани             | Бродско-посавска жупанија       |
| Цагинец             | Иванић-Град   |                     | Загребачка жупанија             |
| Цанцини             | Пореч         |                     | Истарска жупанија               |
| Царева Драга        |               | Крашић              | Загребачка жупанија             |
| Царевдар            | Крижевци      |                     | Копривничко-крижевачка жупанија |
| Царевићи            | Врбовско      |                     | Приморско-горанска жупанија     |
| Царево Поље         |               | Јосипдол            | Карловачка жупанија             |
| Царево Село         |               | Бариловић           | Карловачка жупанија             |
| Царговец            |               | Видовец             | Вараждинска жупанија            |
| Цаска               | Новаља        |                     | Личко-сењска жупанија           |
| Цанцини             | Пореч         |                     | Истарска жупанија               |
| Цветишће            | Озаљ          |                     | Карловачка жупанија             |
| Цветковец           |               | Расиња              | Копривничко-крижевачка жупанија |
| Цветковић           | Јастребарско  |                     | Загребачка жупанија             |
| Цветковић Брдо      | Велика Горица |                     | Загребачка жупанија             |
| Цветлин             |               | Бедња               | Вараждинска жупанија            |
| Цветнић Брдо        |               | Покупско            | Загребачка жупанија             |
| Цвијановић Брдо     | Слуњ          |                     | Карловачка жупанија             |
| Цвитани             |               | Вишњан              | Истарска жупанија               |
| Цвитићи             |               | Барбан              | Истарска жупанија               |
| Цвитовић            | Слуњ          |                     | Карловачка жупанија             |
| Цепелиш             | Петриња       |                     | Сисачко-мославачка жупанија     |
| Цепидлак            |               | Свети Иван Жабно    | Копривничко-крижевачка жупанија |
| Цера                |               | Унешић              | Шибенско-книнска жупанија       |
| Цере                |               | Света Недеља        | Истарска жупанија               |
| Цере                |               | Жмињ                | Истарска жупанија               |
| Церемошњак          | Нашице        |                     | Осјечко-барањска жупанија       |
| Церик               | Врбовец       |                     | Загребачка жупанија             |
| Церина              | Чазма         |                     | Бјеловарско-билогорска жупанија |
| Церион              |               | Вишњан              | Истарска жупанија               |
| Церић               |               | Нуштар              | Вуковарско-сријемска жупанија   |
| Церјани             |               | Каштелир-Лабинци    | Истарска жупанија               |
| Церје               | Врбовец       |                     | Загребачка жупанија             |
| Церје               | Загреб        |                     | Град Загреб                     |
| Церје Виводинско    | Озаљ          |                     | Карловачка жупанија             |
| Церје Јесењско      |               | Јесење              | Крапинско-загорска жупанија     |
| Церје Летованићко   |               | Лекеник             | Сисачко-мославачка жупанија     |
| Церје Небојсе       |               | Марушевец           | Вараждинска жупанија            |
| Церје Покупско      |               | Покупско            | Загребачка жупанија             |
| Церје Самоборско    | Самобор       |                     | Загребачка жупанија             |
| Церје Тужно         | Иванец        |                     | Вараждинска жупанија            |
| Церна               |               | Церна               | Вуковарско-сријемска жупанија   |
| Церник              |               | Жумберак            | Загребачка жупанија             |
| Церник              |               | Чавле               | Приморско-горанска жупанија     |
| Церник              |               | Церник              | Бродско-посавска жупанија       |
| Церовац             |               | Јакшић              | Пожешко-славонска жупанија      |
| Церовац             |               | Грачац              | Задарска жупанија               |
| Церовац             |               | Бизовац             | Осјечко-барањска жупанија       |
| Церовац Бариловићки |               | Бариловић           | Карловачка жупанија             |
| Церовац Вукманићки  | Карловац      |                     | Карловачка жупанија             |
| Церовачки Галовићи  | Дуга Реса     |                     | Карловачка жупанија             |
| Церовица            | Самобор       |                     | Загребачка жупанија             |
| Церовље             |               | Церовље             | Истарска жупанија               |
| Церовник            |               | Јосипдол            | Карловачка жупанија             |
| Церовски Врх        | Велика Горица |                     | Загребачка жупанија             |
| Цесарица            |               | Карлобаг            | Личко-сењска жупанија           |
| Цесарска Вес        | Клањец        |                     | Крапинско-загорска жупанија     |
| Цестица             |               | Цестица             | Вараждинска жупанија            |
| Цетина              |               | Цивљане             | Шибенско-книнска жупанија       |
| Цетинград           |               | Цетинград           | Карловачка жупанија             |
| Цетиновец           | Златар        |                     | Крапинско-загорска жупанија     |
| Цетински Варош      |               | Цетинград           | Карловачка жупанија             |
| Цивљане             |               | Цивљане             | Шибенско-книнска жупанија       |
| Циглена             | Бјеловар      |                     | Бјеловарско-билогорска жупанија |
| Цигленик            | Кутјево       |                     | Пожешко-славонска жупанија      |
| Цигленик            |               | Ориовац             | Бродско-посавска жупанија       |
| Цигленица           |               | Поповача            | Сисачко-мославачка жупанија     |
| Цигленица           |               | Поповача            | Сисачко-мославачка жупанија     |
| Цигленица Загорска  |               | Свети Криж Зачретје | Крапинско-загорска жупанија     |
| Цигровец            | Преграда      |                     | Крапинско-загорска жупанија     |
| Цикоте              | Пакрац        |                     | Пожешко-славонска жупанија      |
| Цирковљан           | Прелог        |                     | Међимурска жупанија             |
| Цирквена            |               | Свети Иван Жабно    | Копривничко-крижевачка жупанија |
| Циста Прово         |               | Циста Прово         | Сплитско-далматинска жупанија   |
| Циста Велика        |               | Циста Прово         | Сплитско-далматинска жупанија   |
| Цицваре             | Пакрац        |                     | Пожешко-славонска жупанија      |
| Цицваре             | Скрадин       |                     | Шибенско-книнска жупанија       |
| Цокуни              |               | Марчана             | Истарска жупанија               |
| Цолнари             |               | Брод Моравице       | Приморско-горанска жупанија     |
| Цреварска Страна    |               | Гвозд               | Сисачко-мославачка жупанија     |
| Цремушина           |               | Велики Грђевац      | Бјеловарско-билогорска жупанија |
| Црес                | Црес          |                     | Приморско-горанска жупанија     |
| Црет Бизовачки      |               | Бизовац             | Осјечко-барањска жупанија       |
| Црет Виљевски       |               | Виљево              | Осјечко-барањска жупанија       |
| Цривац              |               | Мућ                 | Сплитско-далматинска жупанија   |
| Цриквеница          | Цриквеница    |                     | Приморско-горанска жупанија     |
| Црквени Бок         |               | Суња                | Сисачко-мославачка жупанија     |
| Црна Драга          |               | Ласиња              | Карловачка жупанија             |
| Црнац               | Сисак         |                     | Сисачко-мославачка жупанија     |
| Црни Поток          |               | Топуско             | Сисачко-мославачка жупанија     |

## Ч
| Назив места | Град       | Општина      | Жупанија                    |
| ----------- | ---------- | ------------ | --------------------------- |
| Чавловица   |            | Општина Двор | Сисачко-мославачка жупанија |
| Чаире       | Кутина     |              | Сисачко-мославачка жупанија |
| Чапљани     |            | Суња         | Сисачко-мославачка жупанија |
| Четвртковац |            | Суња         | Сисачко-мославачка жупанија |
| Чигоч       | Сисак      |              | Сисачко-мославачка жупанија |
| Чремушница  |            | Гвозд        | Сисачко-мославачка жупанија |
| Чукур       | Костајница |              | Сисачко-мославачка жупанија |

## Џ
| Назив места | Град | Општина | Жупанија            |
| ----------- | ---- | ------- | ------------------- |
| Џаперовац   |      | Војнић  | Карловачка жупанија |

## Ш
| Назив места         | Град                | Општина                     | Жупанија                        |
| ------------------- | ------------------- | --------------------------- | ------------------------------- |
| Шаг                 | Валпово             |                             | Осјечко-барањска жупанија       |
| Шаговина Машићка    |                     | Окучани                     | Бродско-посавска жупанија       |
| Шаговина Церничка   |                     | Церник                      | Бродско-посавска жупанија       |
| Шагудовец           |                     | Горња Стубица               | Крапинско-загорска жупанија     |
| Шајини              |                     | Барбан                      | Истарска жупанија               |
| Шаканлије           |                     | Општина Двор                | Сисачко-мославачка жупанија     |
| Шаламунић           |                     | Удбина                      | Личко-сењска жупанија           |
| Шаламуновец         |                     | Свети Петар Ореховец        | Копривничко-крижевачка жупанија |
| Шаловец             | Свети Иван Зелина   |                             | Загребачка жупанија             |
| Шандоровец          | Чаковец             |                             | Међимурска жупанија             |
| Шандровац           |                     | Шандровац                   | Бјеловарско-билогорска жупанија |
| Шапјане             |                     | Матуљи                      | Приморско-горанска жупанија     |
| Шаптиновци          |                     | Ђурђеновац                  | Осјечко-барањска жупанија       |
| Шаренград           | Илок                |                             | Вуковарско-сријемска жупанија   |
| Шарићи              | Марчана             |                             | Истарска жупанија               |
| Шарић Струга        | Плоче               |                             | Дубровачко-неретванска жупанија |
| Шартовац            | Кутина              |                             | Сисачко-мославачка жупанија     |
| Шаторња             | Глина               |                             | Сисачко-мославачка жупанија     |
| Шаш                 |                     | Суња                        | Сисачко-мославачка жупанија     |
| Шаша                |                     | Бедња                       | Вараждинска жупанија            |
| Шашева              |                     | Глина                       | Сисачко-мославачка жупанија     |
| Шашево              |                     | Чађавица                    | Вировитичко-подравска жупанија  |
| Шашиновец           | Загреб              |                             | Град Загреб                     |
| Швајцарница         |                     | Дарда                       | Осјечко-барањска жупанија       |
| Шваљковец           | Свети Криж Зачретје |                             | Крапинско-загорска жупанија     |
| Швица               | Оточац              |                             | Личко-сењска жупанија           |
| Швракарица          |                     | Општина Двор                | Сисачко-мославачка жупанија     |
| Шебреки             | Карловац            |                             | Карловачка жупанија             |
| Шећерана            | Бели Манастир       |                             | Осјечко-барањска жупанија       |
| Шеваљ               | Делнице             |                             | Приморско-горанска жупанија     |
| Шегановац           |                     | Плитвичка Језера            | Личко-сењска жупанија           |
| Шегестин            |                     | Општина Двор                | Сисачко-мославачка жупанија     |
| Шеготићи            |                     | Марчана                     | Истарска жупанија               |
| Шекетино Брдо       | Дуга Реса           |                             | Карловачка жупанија             |
| Шеловец             |                     | Пресека                     | Загребачка жупанија             |
| Шемовец             |                     | Трновец Бартоловечки        | Вараждинска жупанија            |
| Шемовец Брешки      | Иванић-Град         |                             | Загребачка жупанија             |
| Шемовци             |                     | Вирје                       | Копривничко-крижевачка жупанија |
| Шенковец            |                     | Брдовец                     | Загребачка жупанија             |
| Шенковец            |                     | Шенковец                    | Међимурска жупанија             |
| Шеовица             | Липик               |                             | Пожешко-славонска жупанија      |
| Шеовци              | Пожега              |                             | Пожешко-славонска жупанија      |
| Шепци Подстенски    |                     | Брод Моравице               | Приморско-горанска жупанија     |
| Шераје              | Пореч               |                             | Истарска жупанија               |
| Шестак Брдо         |                     | Покупско                    | Загребачка жупанија             |
| Шестановац          |                     | Шестановац                  | Сплитско-далматинска жупанија   |
| Шибеник             | Шибеник             |                             | Шибенско-книнска жупанија       |
| Шибине              | Глина               |                             | Сисачко-мославачка жупанија     |
| Шибице              | Запрешић            |                             | Загребачка жупанија             |
| Шибовац             |                     | Сирач                       | Бјеловарско-билогорска жупанија |
| Шивати              |                     | Жмињ                        | Истарска жупанија               |
| Шијанец             |                     | Видовец                     | Вараждинска жупанија            |
| Шије                |                     | Равна Гора                  | Приморско-горанска жупанија     |
| Шило                |                     | Добрињ                      | Приморско-горанска жупанија     |
| Шиљаковина          | Велика Горица       |                             | Загребачка жупанија             |
| Шиљешки             |                     | Конавле                     | Дубровачко-неретванска жупанија |
| Шиљки               | Озаљ                |                             | Карловачка жупанија             |
| Шиљковача           |                     | Цетинград                   | Карловачка жупанија             |
| Шиматово            |                     | Брод Моравице               | Приморско-горанска жупанија     |
| Шимљана             |                     | Општина Берек               | Бјеловарско-билогорска жупанија |
| Шимљаник            |                     | Општина Берек               | Бјеловарско-билогорска жупанија |
| Шимљаница           |                     | Општина Берек               | Бјеловарско-билогорска жупанија |
| Шимраки             | Самобор             |                             | Загребачка жупанија             |
| Шимуни              | Паг                 |                             | Задарска жупанија               |
| Шимунци             |                     | Десинић                     | Крапинско-загорска жупанија     |
| Шимунчевец          | Загреб              |                             | Град Загреб                     |
| Шинковица Бедњанска |                     | Бедња                       | Вараждинска жупанија            |
| Шинковица Шашка     |                     | Бедња                       | Вараждинска жупанија            |
| Шипанска Лука       | Дубровник           |                             | Дубровачко-неретванска жупанија |
| Шипачки Брег        | Самобор             |                             | Загребачка жупанија             |
| Шипки               |                     | Лобор                       | Крапинско-загорска жупанија     |
| Шиптари             |                     | Капела                      | Бјеловарско-билогорска жупанија |
| Ширине              |                     | Петловац                    | Осјечко-барањска жупанија       |
| Ширинец             |                     | Криж                        | Загребачка жупанија             |
| Ширинци             |                     | Окучани                     | Бродско-посавска жупанија       |
| Ширитовци           | Дрниш               |                             | Шибенско-книнска жупанија       |
| Широка Кула         | Госпић              |                             | Личко-сењска жупанија           |
| Широка Ријека       |                     | Војнић                      | Карловачка жупанија             |
| Широке              | Примоштен           |                             | Шибенско-книнска жупанија       |
| Широко Поље         | Ђаково              |                             | Осјечко-барањска жупанија       |
| Широко Село         |                     | Соколовац                   | Копривничко-крижевачка жупанија |
| Шишан               |                     | Лижњан                      | Истарска жупанија               |
| Шишинец             |                     | Лекеник                     | Сисачко-мославачка жупанија     |
| Шишковци            |                     | Церна                       | Вуковарско-сријемска жупанија   |
| Шишљавић            | Карловац            |                             | Карловачка жупанија             |
| Шкабрња             |                     | Шкабрња                     | Задарска жупанија               |
| Шкалић Загорски     |                     | Десинић                     | Крапинско-загорска жупанија     |
| Шкалница            |                     | Клана                       | Приморско-горанска жупанија     |
| Шкаљевица           | Озаљ                |                             | Карловачка жупанија             |
| Шкаре               | Оточац              |                             | Личко-сењска жупанија           |
| Шкарићево           | Крапина             |                             | Крапинско-загорска жупанија     |
| Шкарник             | Вараждинске Топлице |                             | Вараждинска жупанија            |
| Шкваранска          |                     | Раша                        | Истарска жупанија               |
| Шкодиновац          |                     | Ђуловац                     | Бјеловарско-билогорска жупанија |
| Шкопљак             |                     | Грачишће                    | Истарска жупанија               |
| Шкрабутник          | Пожега              |                             | Пожешко-славонска жупанија      |
| Шкриле              | Бује                |                             | Истарска жупанија               |
| Шкриљевец           | Иванец              |                             | Вараждинска жупанија            |
| Шкрињари            |                     | Свети Иван Жабно            | Копривничко-крижевачка жупанија |
| Шкрип               | Супетар             |                             | Сплитско-далматинска жупанија   |
| Шкрљево             | Бакар               |                             | Приморско-горанска жупанија     |
| Шкропети            |                     | Каројба                     | Истарска жупанија               |
| Шкуделини           | Бује                |                             | Истарска жупанија               |
| Шкуљари             | Бузет               |                             | Истарска жупанија               |
| Шливњак             | Слуњ                |                             | Карловачка жупанија             |
| Шљивовац            |                     | Гвозд                       | Сисачко-мославачка жупанија     |
| Шљивошевци          |                     | Магаденовац                 | Осјечко-барањска жупанија       |
| Шмрика              | Краљевица           | Приморско-горанска жупанија |                                 |
| Шњегавић            |                     | Брестовац                   | Пожешко-славонска жупанија      |
| Шодоловци           |                     | Шодоловци                   | Осјечко-барањска жупанија       |
| Шопот               | Бенковац            |                             | Задарска жупанија               |
| Шопрон              |                     | Калник                      | Копривничко-крижевачка жупанија |
| Шорги               |                     | Опртаљ                      | Истарска жупанија               |
| Шорићи              |                     | Канфанар                    | Истарска жупанија               |
| Шпадићи             | Пореч               |                             | Истарска жупанија               |
| Шпанат              |                     | Сопје                       | Вировитичко-подравска жупанија  |
| Шпановица           | Пакрац              |                             | Пожешко-славонска жупанија      |
| Шпехари             |                     | Босиљево                    | Карловачка жупанија             |
| Шпигелски Брег      | Јастребарско        |                             | Загребачка жупанија             |
| Шпиранец            |                     | Крижевци                    | Копривничко-крижевачка жупанија |
| Шпичковина          |                     | Забок                       | Крапинско-загорска жупанија     |
| Шпишић Буковица     |                     | Шпишић Буковица             | Вировитичко-подравска жупанија  |
| Штаглинец           | Копривница          |                             | Копривничко-крижевачка жупанија |
| Штакоровец          |                     | Брцковљани                  | Загребачка жупанија             |
| Штакоровица         |                     | Војнић                      | Карловачка жупанија             |
| Штедрица            |                     | Дубровачко приморје         | Дубровачко-неретванска жупанија |
| Штерна              |                     | Грожњан                     | Истарска жупанија               |
| Штефанец            |                     | Трновец Бартоловечки        | Вараждинска жупанија            |
| Штефанец            |                     | Мала Суботица               | Међимурска жупанија             |
| Штефанци            | Врбовско            |                             | Приморско-горанска жупанија     |
| Штефање             |                     | Штефање                     | Бјеловарско-билогорска жупанија |
| Штивица             |                     | Старо Петрово Село          | Бродско-посавска жупанија       |
| Штикада             |                     | Ловинац                     | Личко-сењска жупанија           |
| Штиково             | Дрниш               |                             | Шибенско-книнска жупанија       |
| Штињан              | Пула                |                             | Истарска жупанија               |
| Штирковац           |                     | Бариловић                   | Карловачка жупанија             |
| Штитар              |                     | Штитар                      | Вуковарско-сријемска жупанија   |
| Штитњак             | Пожега              |                             | Пожешко-славонска жупанија      |
| Штифанићи           | Пореч               |                             | Истарска жупанија               |
| Штоковци            |                     | Светвинченат                | Истарска жупанија               |
| Штригова            |                     | Штригова                    | Међимурска жупанија             |
| Штриговец           |                     | Горња Ријека                | Копривничко-крижевачка жупанија |
| Штрмац              |                     | Света Недјеља               | Истарска жупанија               |
| Штрпед              | Бузет               |                             | Истарска жупанија               |
| Штруковец           |                     | Мурско Средишће             | Међимурска жупанија             |
| Штруцљево           |                     | Свети Криж Зачретје         | Крапинско-загорска жупанија     |
| Штупарје            |                     | Петровско                   | Крапинско-загорска жупанија     |
| Штути               |                     | Вишњан                      | Истарска жупанија               |
| Шћаповец            |                     | Клоштар Иванић              | Загребачка жупанија             |
| Шћепање             | Брезнички Хум       | Вараждинска жупанија        |                                 |
| Шћитарјево          | Велика Горица       |                             | Загребачка жупанија             |
| Шћрбинец            | Златар              |                             | Крапинско-загорска жупанија     |
| Шћулац              |                     | Бариловић                   | Карловачка жупанија             |
| Шћулци              | Бузет               |                             | Истарска жупанија               |
| Шулинец             | Свети Иван Зелина   |                             | Загребачка жупанија             |
| Шумановци           | Кутјево             |                             | Пожешко-славонска жупанија      |
| Шумарина            | Бели Манастир       |                             | Осјечко-барањска жупанија       |
| Шумбер              |                     | Света Недјеља               | Истарска жупанија               |
| Шумеђе              | Ораховица           |                             | Вировитичко-подравска жупанија  |
| Шумет               | Дубровник           |                             | Дубровачко-неретванска жупанија |
| Шумет               |                     | Проложац                    | Сплитско-далматинска жупанија   |
| Шуметлица           |                     | Церник                      | Бродско-посавска жупанија       |
| Шумећани            | Иванић-Град         |                             | Загребачка жупанија             |
| Шумеће              |                     | Бебрина                     | Бродско-посавска жупанија       |
| Шупља Липа          |                     | Кончаница                   | Бјеловарско-билогорска жупанија |
| Шурдовец            | Свети Иван Зелина   |                             | Загребачка жупанија             |
| Шушељ Бријег        | Крапина             |                             | Крапинско-загорска жупанија     |
| Шушњари             |                     | Криж                        | Загребачка жупанија             |
| Шушњари             |                     | Брестовац                   | Пожешко-славонска жупанија      |
| Шушњевица           |                     | Кршан                       | Истарска жупанија               |
| Шушњевци            |                     | Буковље                     | Бродско-посавска жупанија       |
| Шушњићи             | Пореч               |                             | Истарска жупанија               |